# Organización defensiva del Reino Unido durante la Segunda Guerra Mundial

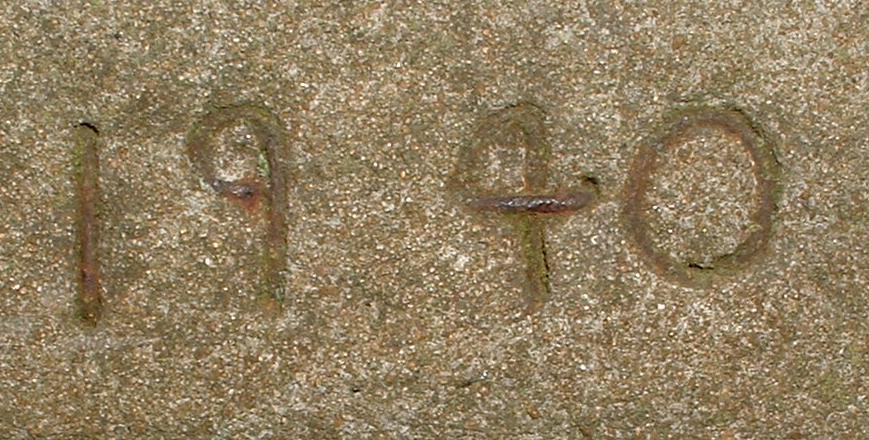
Detalle de la tronera de un fortín

Las preparaciones anti-invasión británicas de la Segunda Guerra Mundial implicaban una división a gran escala de la movilización militar y civil en respuesta a la amenaza de la invasión de las fuerzas armadas alemanas en 1940 y 1941. El ejército británico necesitaba para recuperarse de la derrota de la Fuerza Expedicionaria Británica en Francia, y 1.5 millones de hombres se inscribieron como soldados a tiempo parcial en la Guardia Nacional. La rápida construcción de fortificaciones de campaña transformó gran parte del Reino Unido, sobre todo el sur de Inglaterra, en un campo de batalla preparado. El plan de invasión alemana, Operación León Marino, nunca fue tomado más allá del montaje preliminar de fuerzas. Hoy, poco queda de las preparaciones anti- invasión de Gran Bretaña. Sólo estructuras de hormigón armado como fortines son comunes.

## Antecedentes políticos y militares
El 1 de septiembre de 1939, Alemania invadió Polonia; dos días más tarde, Gran Bretaña y Francia declararon la guerra a Alemania, dando comienzo a la Segunda Guerra Mundial. Tres semanas después, el Ejército Rojo de la Unión Soviética invadió las regiones orientales de Polonia, en cumplimiento del Pacto Molotov-Ribbentrop secreto con Alemania. Una Fuerza Expedicionaria Británica (BEF) fue enviada a la frontera franco-belga, pero Gran Bretaña y Francia no tomaron ninguna acción directa en apoyo de los polacos. El 1 de octubre, Polonia había sido completamente invadida.
Hubo pocos combates durante los meses que siguieron. En un período conocido como la Guerra Phoney, soldados de ambos lados entrenados para la guerra y las defensas francesas y británicas construidas y tripuladas en las fronteras orientales de Francia.
El 9 de abril de 1940, Alemania invadió Dinamarca y Noruega. Esta operación adelantó los planes propios de Gran Bretaña para invadir Noruega. Dinamarca se rindió inmediatamente, y, después de un intento de corta duración por los británicos para hacer un soporte en la parte norte del país, Noruega también cayó. La invasión de Noruega fue una operación de las fuerzas combinadas en el que la máquina de guerra alemana proyectó su poder a través del mar; este éxito alemán vendría a ser visto por los británicos como un presagio terrible.
El 7 y 8 de mayo de 1940, en la Cámara de los Comunes británica, el Debate de Noruega reveló intensa insatisfacción y hostilidad hacia el gobierno del primer ministro Neville Chamberlain. Dos días más tarde, con eventos moviéndose rápidamente, Chamberlain dimitió y fue sucedido por Winston Churchill.
El 10 de mayo de 1940, Alemania invadió Francia. Por aquel entonces, el BEF consistía en 10 divisiones de infantería en tres cuerpos, una brigada de tanques y un destacamento de la Real Fuerza Aérea de alrededor de 500 aviones. El BEF quedó atrapado por un ataque de distracción alemán a través de Bélgica y aislado por el ataque principal que venía a través del bosque de las Ardenas. Bien equipados y divisiones Panzer de gran movilidad de la Wehrmacht invadieron las defensas preparadas. Hubo algunos combates feroces, pero la mayor parte del BEF se retiró a una pequeña área alrededor del puerto francés de Dunkerque.
Como las cosas habían ido mal para los aliados en Francia, se hizo evidente que algunos pensaban debía ser dada a la posibilidad de tener que resistir un intento de invasión de Gran Bretaña por las fuerzas alemanas.

## Fuerzas armadas británica

### Armada Británica

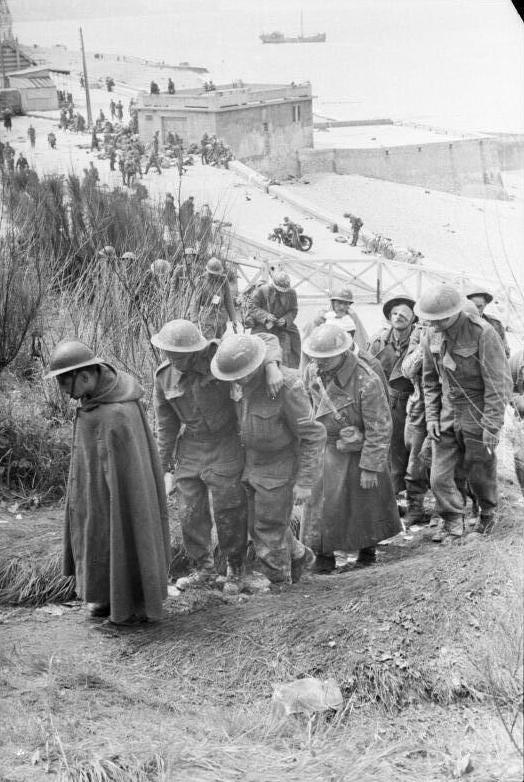
Soldados británicos y franceses capturados, ayudándose unos a otros para subir una colina en Veules-les-Roses, junio de 1940

La evacuación de las fuerzas británicas y francesas (Operación Dynamo) comenzó el 26 de mayo con cobertura aérea proporcionada por la RAF a un gran costo. Durante los siguientes diez días, 338,226 soldados franceses y británicos fueron evacuados a Gran Bretaña. La mayoría del personal fue llevado de vuelta a Gran Bretaña, pero muchos de los vehículos del ejército, tanques, armas, municiones y equipo pesado y equipo de tierra de la RAF y tiendas se quedaron atrás en Francia. Algunos soldados regresaron incluso sin sus rifles. Una más de 215 000 fueron evacuados de los puertos al sur del Canal en la Operación Ariel durante junio.
En junio de 1940 el ejército británico tenía 22 divisiones de infantería y una división acorazada. Las divisiones de infantería fueron a la mitad de su fuerza, tenía sólo una sexta parte de su artillería normal, más de 600 armas medianas, tanto 18/25 y 25 libras, y 280 obuses estaban disponibles, con otros 100 25 cañones fabricados en junio, más de 300 4.5 obuses pulgadas - 900 fueron modificados sólo en 1940 - y una serie de 60 obuses pounder y su versión modificada de 4,5 pulgadas, así como ejemplos anticuados del obús de 6 pulgadas recuperados de la reserva después de la pérdida de los modelos actuales en Francia, con varios cientos de armas adicionales de 75 mm M1917 y sus municiones que llegaban de los EE. UU.), y carecían casi por completo de transporte (poco más de 2000 transportistas estaban disponibles, llegando a más de 3000 a finales de julio).
Había una escasez crítica de municiones de tal manera que ninguna podía ser perdida en la práctica. Sin embargo, los registros muestran que los británicos poseían más de 290 millones de cartuchos de 0.303 municiones de diversos tipos al 7 de junio, llegando a más de 400 millones de dólares en agosto. El Cuerpo VII se formó para controlar la reserva general de las Fuerzas de Casa (Home Forces), e incluyó la primera División Blindada. En una reorganización en julio, las divisiones con cierto grado de movilidad se colocaron detrás de la "corteza costera" de zonas de playa defendidas de The Wash a Newhaven en Sussex. La Sede de la Reserva General se amplió a dos cuerpos de las unidades más capaces. El Cuerpo VII se basó en Surrey, al sur de Londres y compuesto de la primera acorazada y la 1ra División canadiense con la primera Brigada de Tanques del Ejército. El Cuerpo VI se basó en el norte de Londres y compuesto por la segunda blindada, la 42ª y 43.ª divisiones de infantería.
Las estimaciones de las cantidades de tanques en Gran Bretaña después de la caída de Francia varían, Vizconde Cranbourne declaró en la Cámara de los Lores (en 1942) que Gran Bretaña sólo tenía 50 tanques de infantería y 200 tanques ligeros armados sólo con ametralladoras, y estas cifras se han convertido en la base del mito de que el ejército británico en junio de 1940 tenía muy pocos tanques. Pero Churchill declaró que había 102 tanques de crucero, 132 tanques de infantería y 252 tanques ligeros que quedaban en Gran Bretaña después de la caída de Francia. Una historia oficial dio las cifras del 10 de junio de 1940 como 103 cruceros y 142 tanques de infantería. Otras fuentes indican que éstos tenían más del doble a finales de julio. Cualquiera que sea el número exacto en agosto de 1940 el Gobierno británico se sentía lo suficientemente confiado en la capacidad de Gran Bretaña para repeler una invasión (y en sus fábricas de producción de tanques) que envió 52 cruiser y 50 tanques de infantería a Egipto. En este momento las fábricas de Gran Bretaña casi coincidían con la salida de tanques de Alemania y en 1941 iban a superarlos.

### Guardia Nacional
El 14 de mayo de 1940, el secretario de Estado de Guerra, Anthony Eden, anunció la creación de la Defensa de Voluntarios locales (LDV) -más tarde pasó a ser conocida como la Guardia Nacional. Muchas más hombres de los que esperaba el gobierno se ofrecieron voluntariamente y, a finales de junio, había cerca de 1,5 millones de voluntarios. Había un montón de personal para la defensa del país, pero no había uniformes (un simple brazalete tuvo que ser suficiente) y la oferta de equipo estaba críticamente baja. En un primer momento, la Guardia Nacional estaba armada con armas de fuego de propiedad privada, un cuchillo o una bayoneta en un poste, bombas molotov y lanzallamas improvisados.

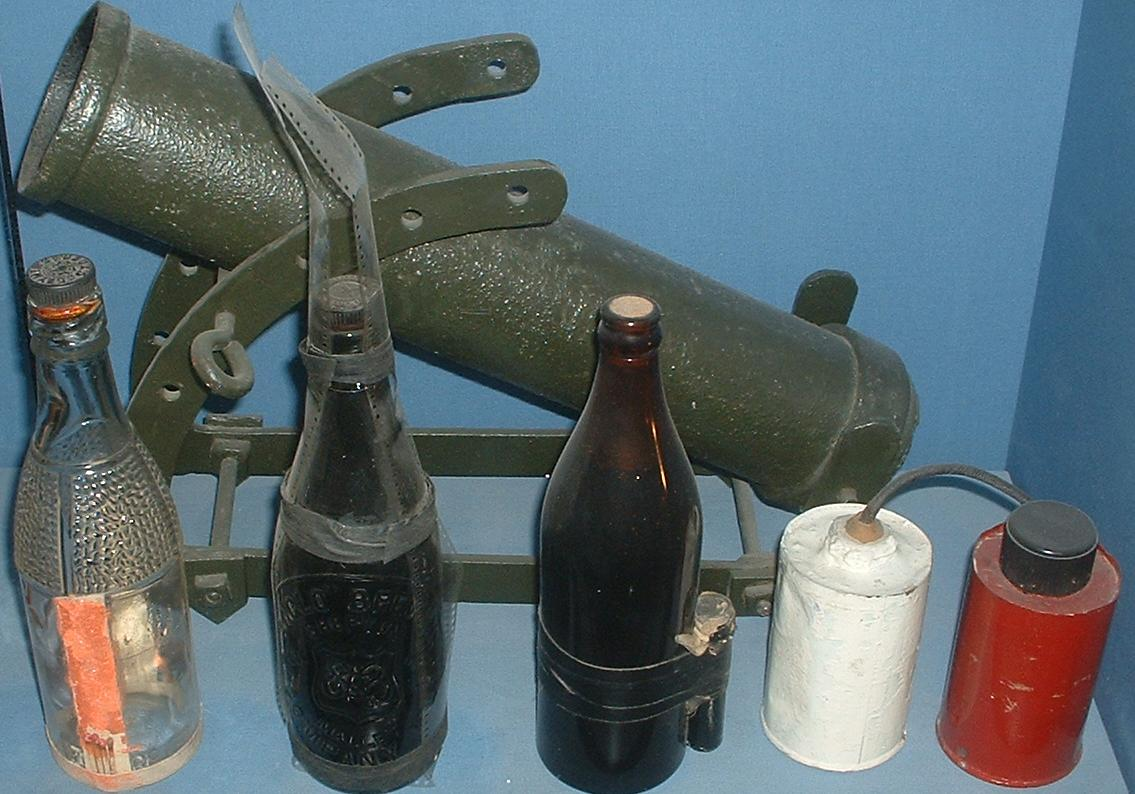
Armas improvisadas de la Guardia Nacional

En julio de 1940, la situación había mejorado algo con uniformes, un mínimo de formación y la llegada de cientos de miles de fusiles y millones de cartuchos de municiones de los EE. UU. Se desarrollaron nuevas armas que se podría producir a bajo costo y sin los materiales de consumo que se necesitaban para producir armamentos para las unidades regulares. Un primer ejemplo fue el No. 76 Granada Especial incendiaria (una botella de vidrio llena de materiales altamente inflamables de las cuales se hicieron más de seis millones ), y el N.º 73 de la granada (una granada antitanque que se asemejaba a un termo).

La bomba pegajosa fue un matraz de vidrio lleno de nitroglicerina y se le daba un recubrimiento adhesivo que le permitía ser pegada a un vehículo en movimiento. En teoría, podría ser lanzado, pero en la práctica lo más probable era que tuviera que ser - lanzada contra el objetivo con la suficiente fuerza para que se pegara - requería de coraje y buena suerte para que fuera utilizada correctamente. Una orden de un millón de bombas lapa tuvo lugar en junio de 1940, pero diversos problemas retrasaron su distribución en grandes cantidades hasta principios de 1941, y es probable que se produjeran menos de 250 000. 

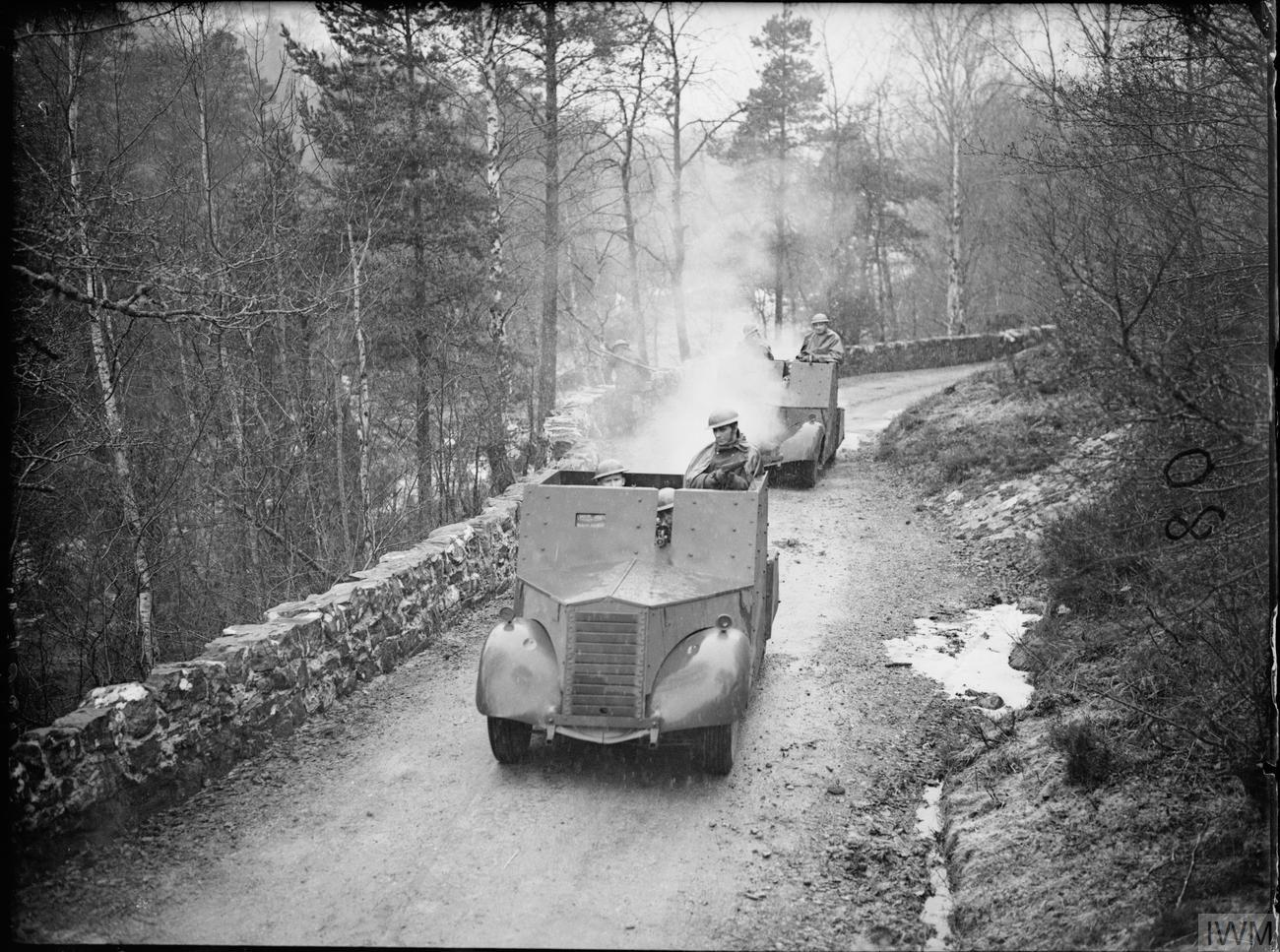
Standard Mk II Beaverette II, carros ligeros de reconocimiento, manejados por los miembros de la Guardia Nacional en las tierras altas de Escocia, 14 de febrero de 1941

Una medida movilidad fue proporcionada por bicicletas, motocicletas, vehículos privados y caballos. Un pequeño número de unidades estaban equipadas con carros blindados, algunos de los cuales eran de diseño estándar, pero muchos fueron improvisadas localmente con vehículos disponibles en el mercado por la unión de las placas de acero.
Más tarde, en 1941, se hicieron disponibles armas más sofisticadas, tales como el arma antitanque Blacker Bombard, el Northover proyector (un mortero negro en polvo), y el Smith Gun (una pequeña arma de artillería que podrían ser remolcada por un automóvil privado).

### Real Fuerza Aérea
A mediados de 1940, la principal preocupación de la Real Fuerza Aérea, junto con elementos de la Marina Real Británica, era disputar el control del espacio aéreo británico con la Luftwaffe alemana. Para los alemanes, lograr al menos la superioridad aérea local era un requisito previo esencial para cualquier invasión. Si la fuerza aérea alemana prevalecía e intentaba un aterrizaje, un tanto reducido de la Real Fuerza Aérea se habría visto obligada a operar desde aeródromos muy alejados del sureste de Inglaterra. Cualquier campo de aviación que estuviera en peligro de ser capturado se hizo inoperable y había planes para eliminar todos los equipos portátiles a partir de bases de radar vulnerables y destruir por completo cualquier cosa que no se podía mover. Lo que quedaba de la RAF se había comprometido a interceptar la flota de invasión en conjunto con la Marina Real - volar en la presencia de un enemigo que goza de superioridad aérea era muy peligroso. Sin embargo, la RAF había mantenido varias ventajas, tales como ser capaz de operar en gran parte sobre territorio amigo, así como tener la capacidad de volar durante más tiempo ya que, aunque los alemanes fueran capaces de operar desde aeródromos en Inglaterra, los pilotos de la Luftwaffe todavía tendrían que volar grandes distancias para llegar a su zona de operaciones.
Un plan de contingencia llamado Operación de Banquetes requirió que todos los aviones disponibles estuvieran comprometidos a la defensa. En el caso de invasión casi cualquier cosa que no fuera un luchador se convertiría en un bombardero - estudiante pilotos, algunos en las primeras etapas de formación, utilizarían alrededor de 350 Tiger Moth y Magíster entrenadores para soltar 20 libras de bombas con bastodires de bombas rudimentarias.
Poco antes del estallido de la Segunda Guerra Mundial, el sistema de Cadena de radar local comenzó a ser instalado en el sur de Inglaterra, con tres estaciones de radar de operando en 1937. A pesar de que el alto mando alemán sospechaba que los británicos podrían haber desarrollado éstos sistemas, las pruebas de vuelo Zeppelin habían resultado inconclusas. Como resultado, la expansión del sistema de Cadena de radar local, y el primer radar en una base aérea en 1940, se convirtieron en una pieza vital de la capacidad defensiva de Gran Bretaña durante la Batalla de Inglaterra.

### Marina Real

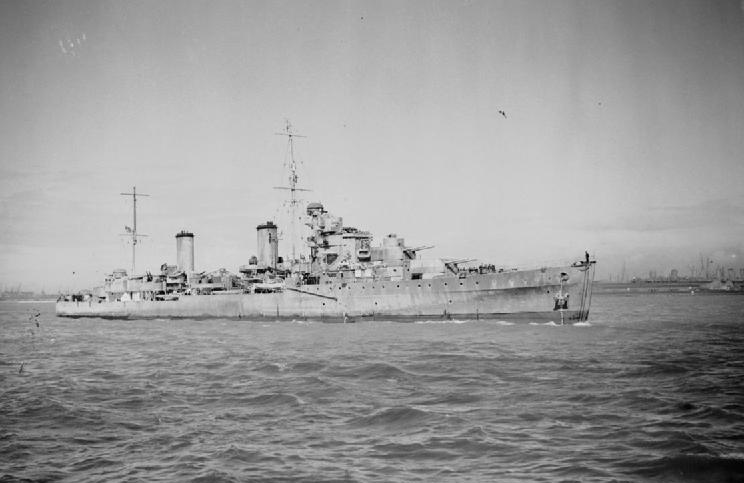
El crucero ligero, HMS Aurora, que bombardeo Boulogne el 8 de septiembre de 1940

Aunque mucho más grande en tamaño y con muchos más buques, debido a los compromisos contra Japón y la defensa de Escocia y el norte de Inglaterra la Royal Navy no era capaz de igualar las fuerzas de la Kriegsmarine que podría poner en el mar del Norte o en el Canal. El 1 de julio de 1940, un crucero y 23 destructores fueron encomendados para escoltar funciones en los accesos occidentales, además de 12 destructores y un crucero en el Tyne y el portaaviones Argus (I49). Más inmediatamente disponibles estaban diez destructores en los puertos de la costa al sur de Dover y Portsmouth, un crucero y tres destructores en Sheerness en el río Támesis, tres cruceros y siete destructores en el Humber, 9 destructores en Harwich, y dos cruceros en Rosyth. El resto de la Home Fleet y cinco acorazados, tres cruceros y nueve destructores se basaron mucho más al norte en Scapa Flow. Había, además, muchas corbetas, dragaminas, y otras embarcaciones pequeñas. A finales de julio, una docena de destructores adicionales fueron transferidos de deberes de escolta a la defensa de la patria, y más se unirían a la Home Fleet poco después.
A finales de agosto, el acorazado HMS Rodney fue enviado al sur de Rosyth con deberes de anti-invasión. A ella se unieron el 13 de septiembre su gemela HMS Nelson, el crucero de batalla HMS Hood, tres cruceros antiaéreos y una flotilla destructor. El 14 de septiembre, el viejo acorazado HMS Revenge fue trasladado a Plymouth, también específicamente en el caso de invasión. Además de estas grandes unidades, a principios de septiembre, la Royal Navy se había estacionado a lo largo de la costa sur de Inglaterra entre Plymouth y Harwich, 4 cruceros ligeros y 57 destructores encargados de repeler cualquier intento de invasión, una fuerza muchas veces más grande que los escoltas navales que los alemanes tenían disponible.

## Fortificaciones de campo
Los británicos se dedicaron a un amplio programa de fortificación de campaña.
El 27 de mayo de 1940 un Defensa Ejecutivo Principal se formó bajo el general Sir Edmund Ironside, Comandante en Jefe de las Fuerzas de casa, para organizar la defensa de Gran Bretaña. En los primeros arreglos de defensas eran en gran parte estática y se centró en la línea costera (la corteza costera), y en un ejemplo clásico de la defensa en profundidad, en una serie de líneas antitanque 'Stop'. Las líneas de parada fueron designadas a Comandos, Corp y Divisional de acuerdo a su estado. La más larga y más fuertemente fortificada fue la línea antitanque del Cuartel General, GHQ Line, que se desarrolló en el sur de Inglaterra, envuelta alrededor de Londres y luego corriendo al norte de Yorkshire. Fue pensada para proteger la capital y el corazón industrial de Inglaterra. Otra línea importante fue la línea de parada de Taunton, que defendía contra un avance al suroeste de la península de Inglaterra. Londres y otras grandes ciudades estaban rodeados con las líneas de parada de interior y exterior. Unas 50 líneas de detención conocidas fueron construidas en Gran Bretaña, algunas de las líneas de menor importancia eran sólo cinturones de demolición no se completaron todas las líneas.
El pensamiento militar cambió rápidamente. Dada la falta de equipo y hombres capacitados de manera indebida, Ironside no habían tenido más remedio que adoptar una estrategia de guerra estática, pero pronto se percibió que esto no sería suficiente. Ironside ha sido criticado por tener una mentalidad de asedio, pero algunos consideran esto injusto, ya que entendía los límites de las líneas de parada y nunca esperó que se mantuvieran indefinidamente.
Sin embargo, el primer ministro Churchill no estaba satisfecho con el progreso de Ironside, especialmente con respecto a la creación de una reserva móvil. Anthony Eden, el Secretario de Estado de Guerra, sugirió que Ironside debía ser reemplazado por el general Brooke (más tarde Vizconde Alanbrooke). El 17 de julio de 1940 Churchill pasó una tarde con Brooke y pronto se convenció de que estaban en estrecho acuerdo en cuanto a la mejor manera de defender la nación. El 19 de julio Brooke reemplazado Ironside.
El nombramiento de Brooke coincidió con los hombres más capacitados y la llegada de mejor equipo disponible. Bajo Brooke, se diseñaron nuevas estrategias y tácticas. Más concentración se colocó sobre la defensa de la corteza de la costa, mientras que se estableció en el interior una estrategia de defensa erizo, localidades defendidas e islas antitanque, cada uno con una defensa integral. Muchas de estas islas antitanque se establecieron a lo largo de las líneas de parada ya construidas, donde las defensas existentes podrían integrarse en la nueva estrategia y, sobre todo, en las ciudades y pueblos donde había una Guardia Nacional para proporcionar el personal.

### Borde de la costa

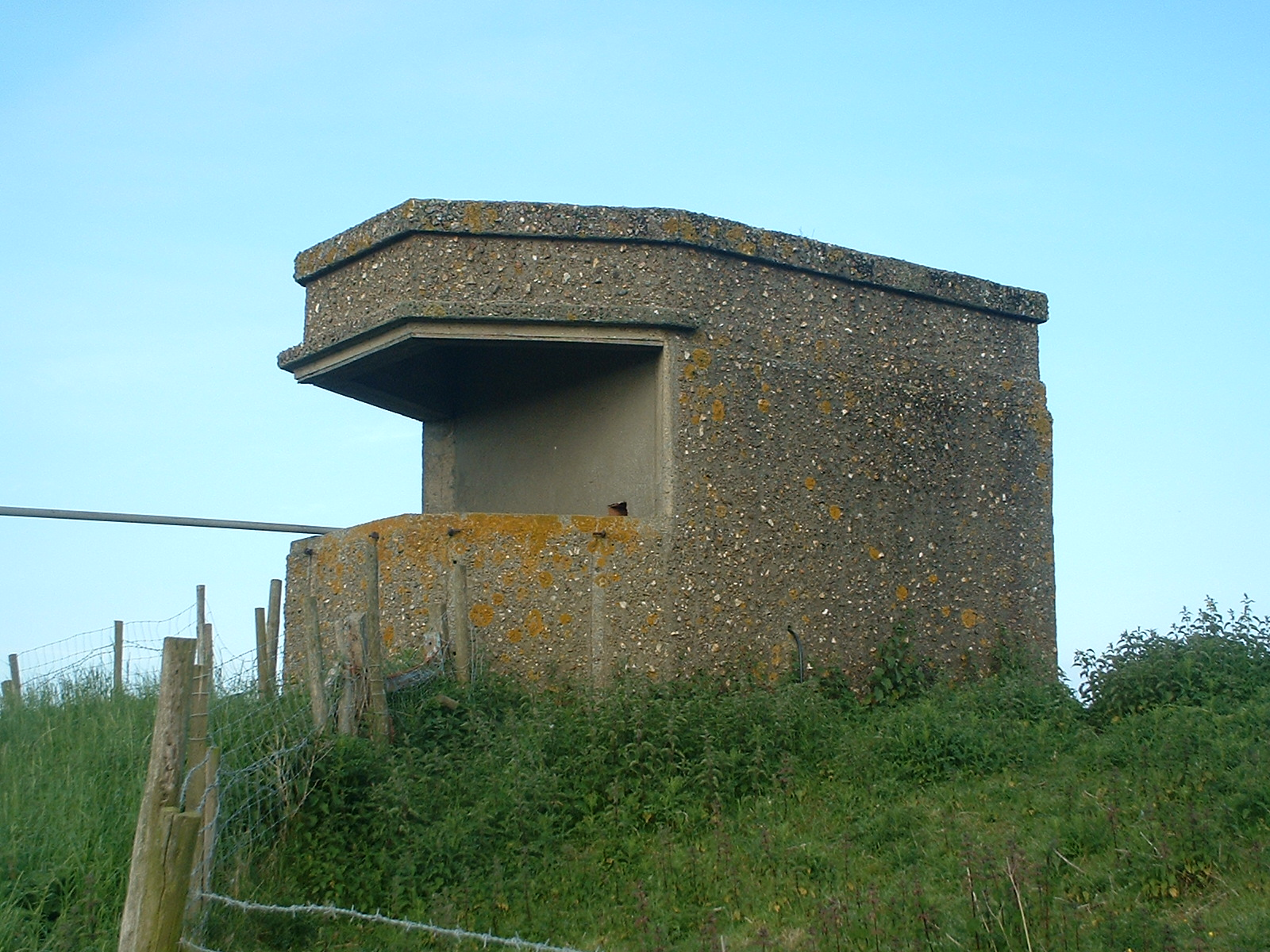
Emplazamiento de faro

Cualquier invasión alemana de Gran Bretaña tendría que implicar el desembarco de tropas y equipos en algún lugar de la costa, y las zonas más vulnerables eran las del sur y este de las costas de Inglaterra. Aquí, se construyeron baterías costeras de emergencia para proteger los puertos y lugares de desembarque probables. Estaban equipados con todas las armas que estuvieran disponibles, que principalmente vinieron de los buques de guerra desguazados desde el final de la Primera Guerra Mundial. Estos incluían armas de 6 pulgadas (152 mm), 5,5 pulgadas (140 mm), 4,7 pulgadas (120 mm) y 4 pulgadas (102 mm). Estos tenían poca munición, a veces tan sólo diez rondas cada uno. En Dover, se emplearon dos armas 14 pulgadas (356 mm) conocidas como Winnie Pooh. Hubo también un pequeño número de torpedos con base en tierra en sitios de lanzamiento.

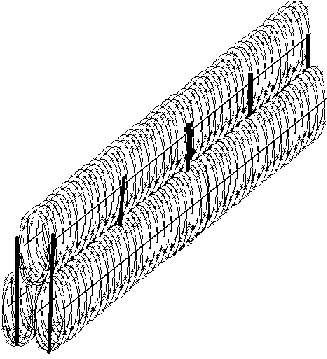
Alambre de púas

Las playas fueron bloqueadas con enredos de alambre de púas, por lo general en forma de tres rollos de alambre concertina fijado por postes de metal, o una simple valla de alambres rectos apoyados en los postes de talle alto. El cable también delimitaba extensos campos de minas, con minas antitanque y minas antipersonal sobre y detrás de las playas. En muchas de las playas más remotas esta combinación de alambre y minas representaba toda la extensión de las defensas pasivas.
Las porciones de la Romney Marsh, que fue el sitio de la invasión planeada de Operación León Marino, se inundaron y había planes para inundar más del Pantano si la invasión se materializaba.
Los muelles, ideales para el desembarco de las tropas, y situados en grandes cantidades a lo largo de la costa sur de Inglaterra, fueron desmontados, bloqueados o destruidos de otra manera. Muchos embarcaderos no fueron reparados hasta a finales de 1940 o principios de 1950.
Donde se requirieron barreras para los tanques, se construyó andamios Almirantazgo (también conocido como andamios playa o Z.1 obstáculo). Esencialmente, se trataba de una valla de tubos de andamio de 9 pies (2,7432 m) de altura y se colocaron en agua poco profunda por lo que los tanques no podían cruzarlas bien. Los andamios Almirantazgo se desplegaron a lo largo de cientos de millas de playas vulnerables.
Una barrera aún más robusta para los tanques fue proporcionada por largas filas de cubos antitanque. Los cubos estaban hechos de hormigón armado de 5 pies (1524 m) el lado. Miles fueron arrojados in situ en filas a veces dos o tres de profundidad.
Las playas mismas fueron cubiertas por fortines de diversos tipos. Estos a veces se colocaron abajo para obtener el máximo provecho de protección de fuego mientras que otros fueron colocados en lo alto haciéndolos mucho más difícil de capturar. Los reflectores se instalaron en la costa para iluminar la superficie del mar y de las playas para fuego de artillería.
Muchas islas pequeñas y penínsulas fueron fortificadas para proteger las entradas y otros objetivos estratégicos. En el Firth of Forth en el centro este de Escocia, Inchgarvie fue fuertemente fortificada con varios emplazamientos de armas, que todavía se pueden ver. Esto proporcionó una invaluable defensa de los ataques por mar en el Forth Bridge y en el astillero Rosyth, aproximadamente una milla de aguas arriba del puente. Más hacia el mar, Inchmickery, 1,6 millas (2,57 km) al norte de Edimburgo, fue fortificada de manera similar. Los restos de emplazamientos de armas de la costa hacia el norte, en el norte de Queensferry, y al sur, en Dalmeny, de Inchmickery también permanecen.

### Islas y líneas

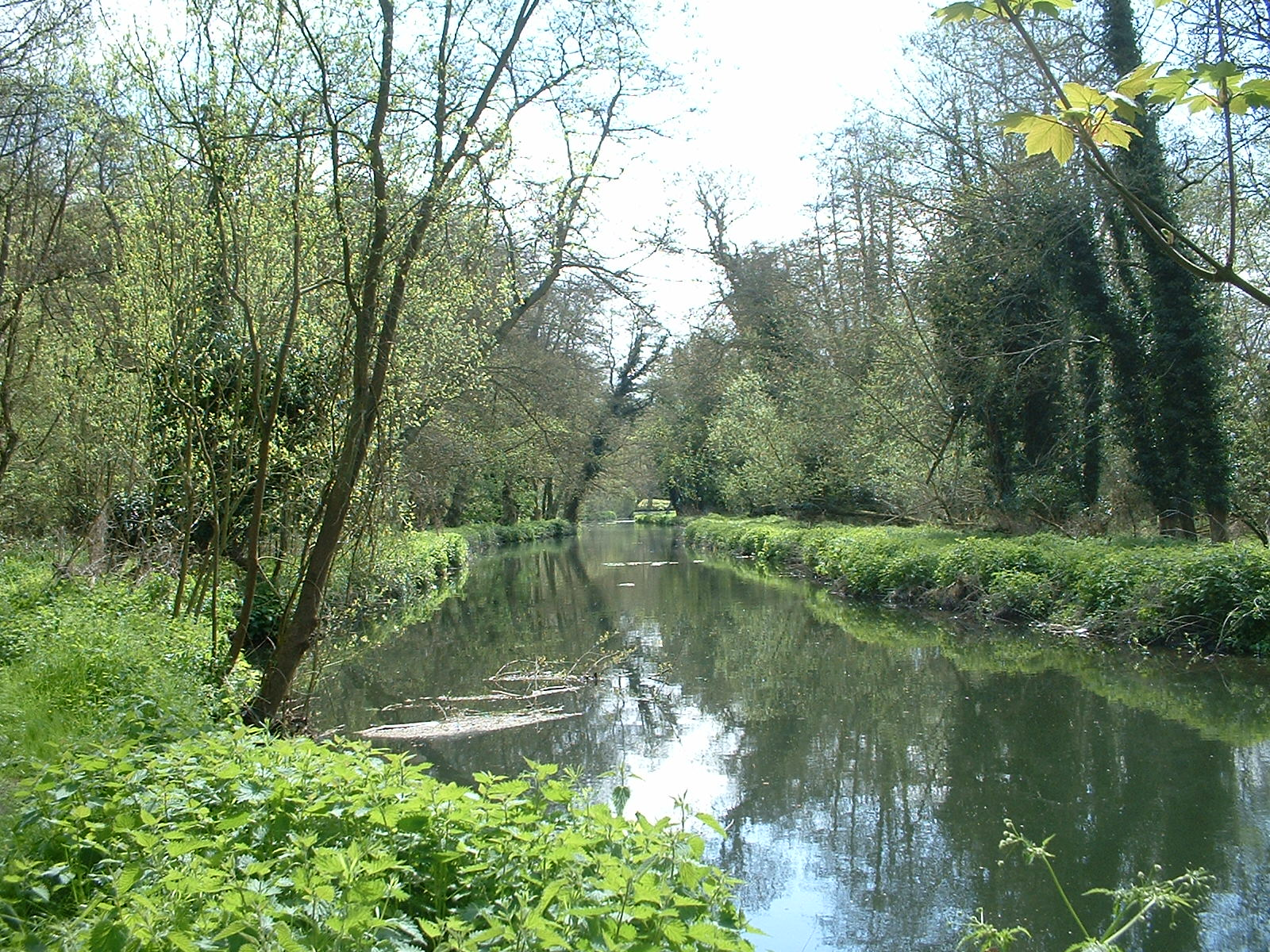
Una sección del río Wey incorporado a la Línea GHQ como barrera antitanque

El propósito principal de las líneas de parada y las islas antitanque que siguió fue para retener el enemigo, frenando el progreso y la restricción de la ruta de un ataque. La necesidad de evitar que los tanques entraran era de clave importancia. En consecuencia, las defensas generalmente corrían a lo largo de las barreras preexistentes contra tanques, como ríos y canales; terraplenes y cortes de ferrocarril; espesos bosques; y otros obstáculos naturales. Siempre que fuera posible, la tierra por lo general con buen drenaje se dejó inundar, para que el suelo fuera demasiado blando para soportar vehículos, incluso remolcados.
Se excavaron miles de millas de zanjas antitanque, por lo general por excavadoras mecánicas, pero de vez en cuando con la mano. Eran típicamente de 18 pies (5,48 m) de ancho y 11 pies (3,35 m) de profundidad y podrían ser trapezoidal o triangular en la sección con el lado defendido siendo especialmente pronunciada y revestida con cualquier material que estuviera disponible.
En otros lugares, las barreras antitanques eran obstáculos de hormigón armados masivos, ya fueran cúbico, piramidal o cilíndrica. Los cubos generalmente vinieron en dos tamaños:5 y 3.5 pies de alto. En algunos lugares, las paredes antitanque fueron construidas esencialmente lindantes continuamente a cubos.

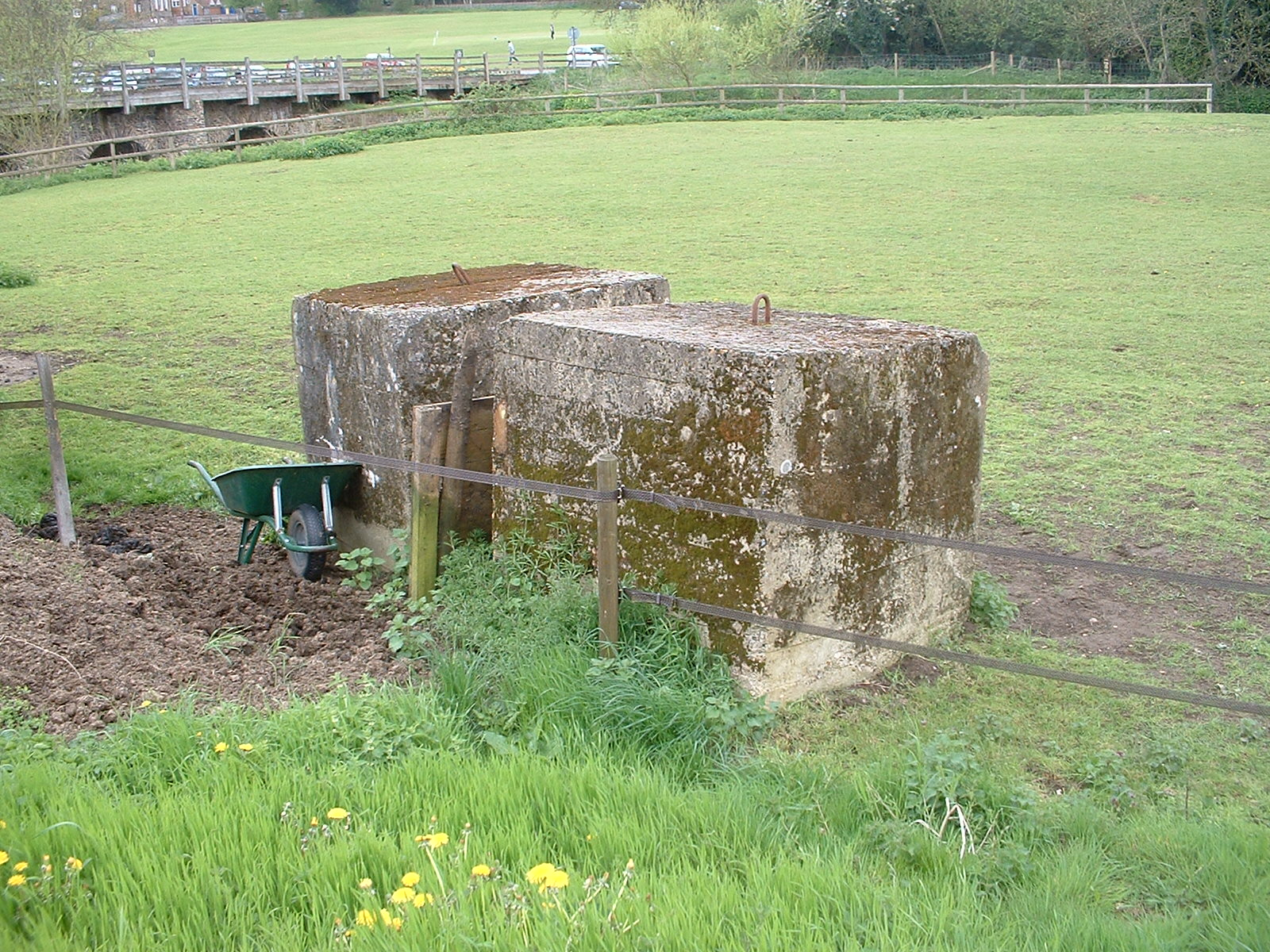
Existente cubo antitanque

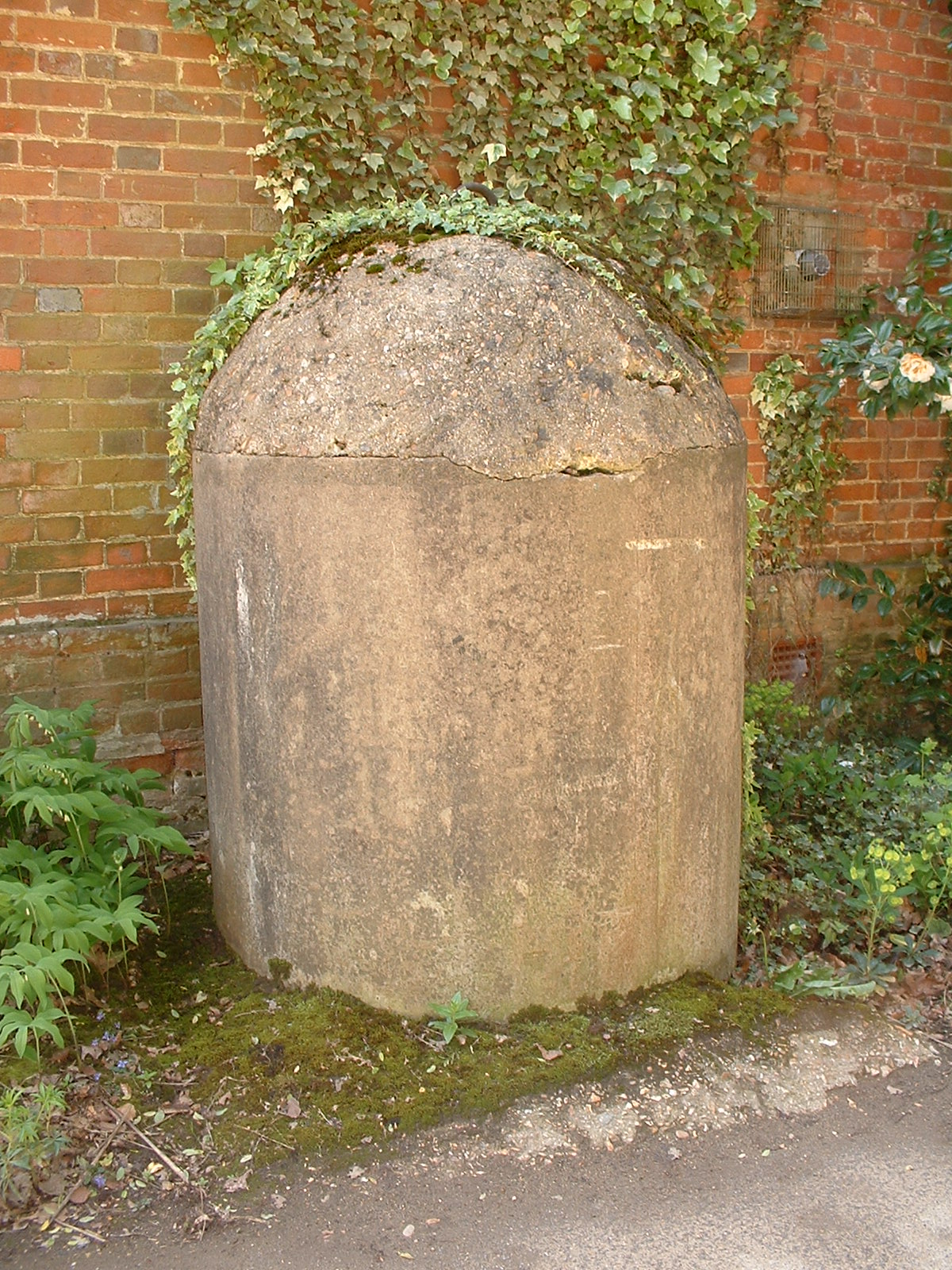
Existente cilindro antitanque

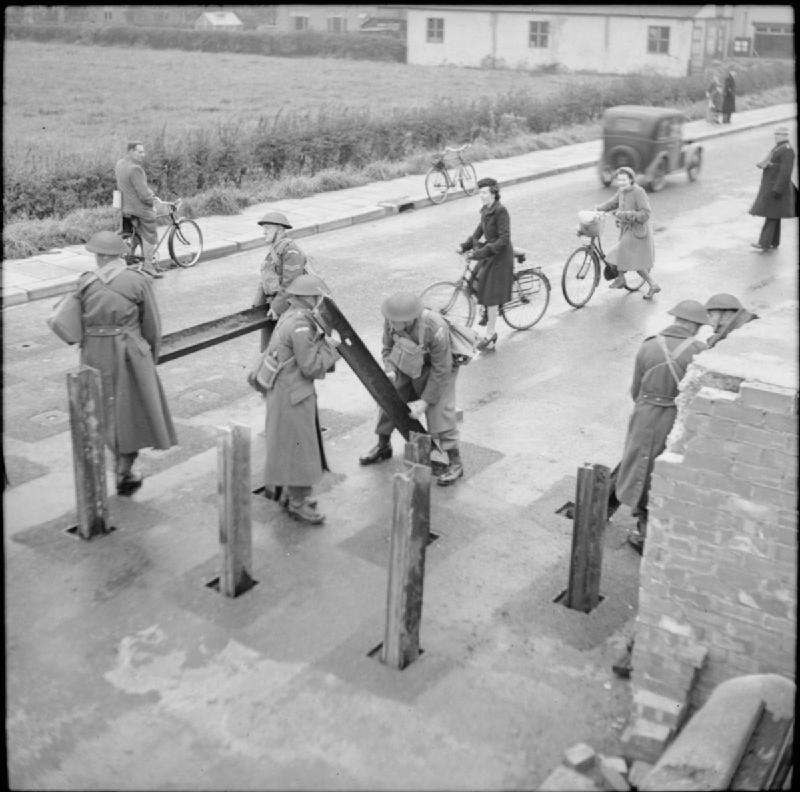
Soldados de la Guardia Nacional en York preparan un control de carretera mediante la inserción de vigas de metal en los agujeros pre - excavados en la carretera, 2 de noviembre de 1941

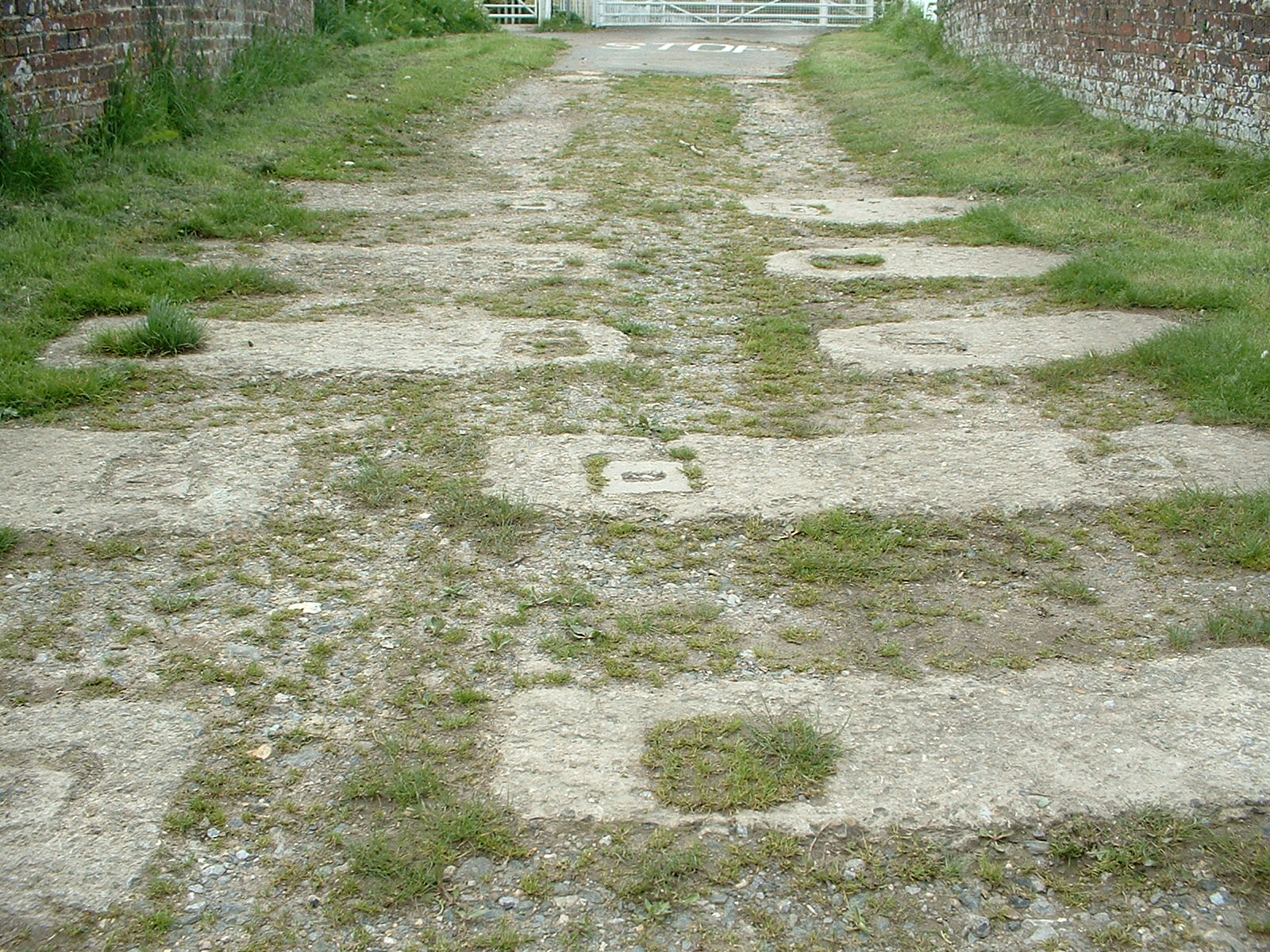
Tomas de erizo para control de carretera extraíble en un puente sobre el Canal de Kennet y Avon

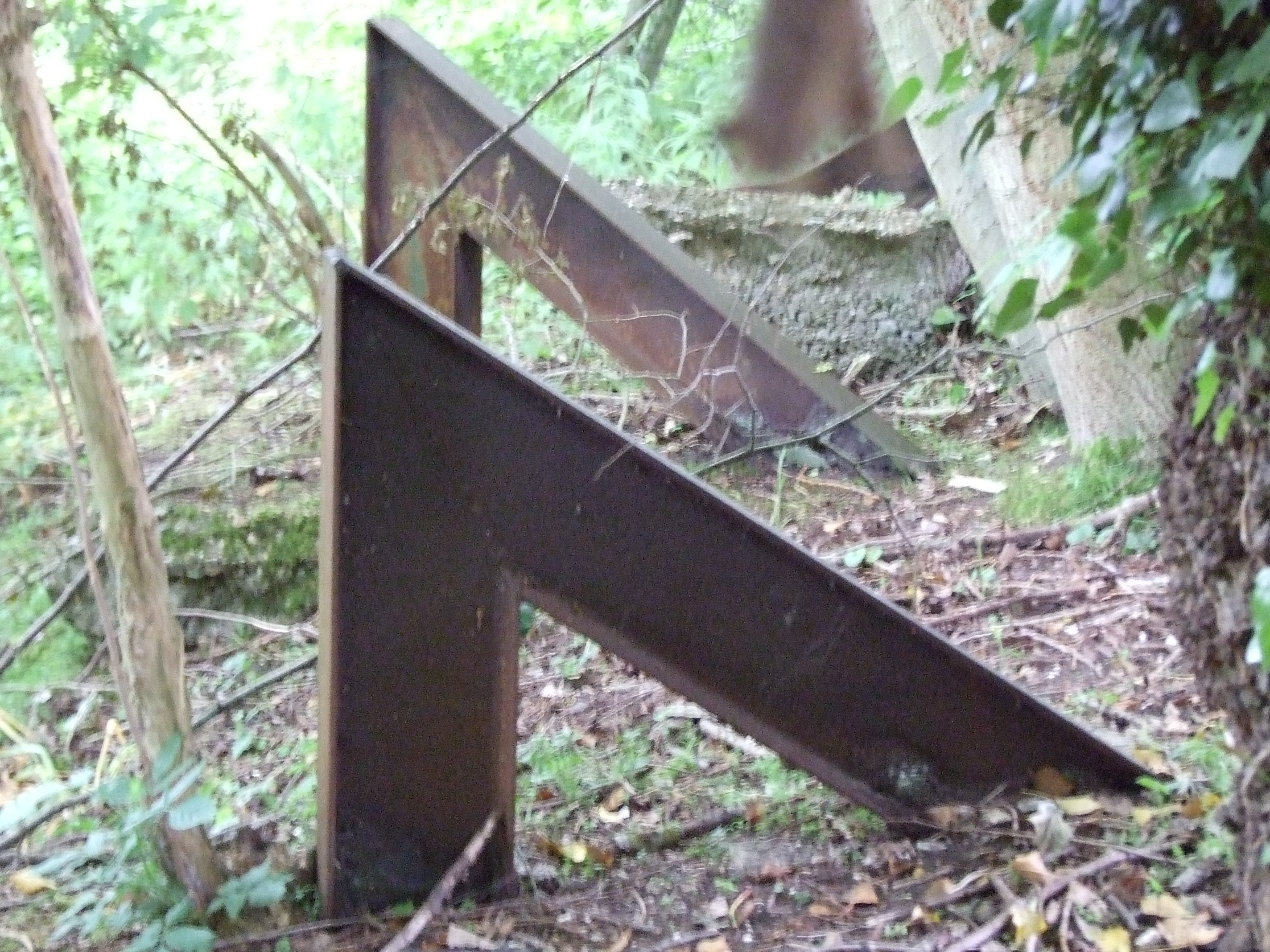
Existentes puntos de cabello en Narborough, Norfolk

Los grandes cilindros fueron hechos de una sección de tubería de alcantarillado de 3 pies de diámetro lleno de hormigón típicamente a una altura de 4 pies, con frecuencia con una cúpula en la parte superior. Cilindros más pequeños de hormigón también se encontraban con frecuencia.
Las espinillas, popularmente conocidas como dientes de dragón, fueron pirámides de bloques de hormigón diseñados específicamente para tanques de contador, que intentaran pasarlos, subiría exponiendo las partes vulnerables del vehículo y posiblemente deslizarse hacia abajo por las pistas entre los puntos de forma. Se variaron en tamaño un poco, pero eran por lo general de 2 pies (60,96 cm) de alto y alrededor de 3 pies (91,44 cm) cuadrado en la base. Hubo también una forma cónica.
Cubos, cilindros y espinillas se desplegaron en largas filas, a menudo varias filas de profundidad, para formar barreras antitanque en las playas y el interior. También fueron utilizados en menor número para bloquear carreteras. Frecuentemente lucían lazos en la parte superior para la unión de alambre de púas. Había también un obstáculo tetraédrico o en forma de caltrop, aunque al parecer éstos eranpoco comunes.
Cuando era necesario aumentar las barreras antitanques naturales, postes de hormigón o madera bastaron.

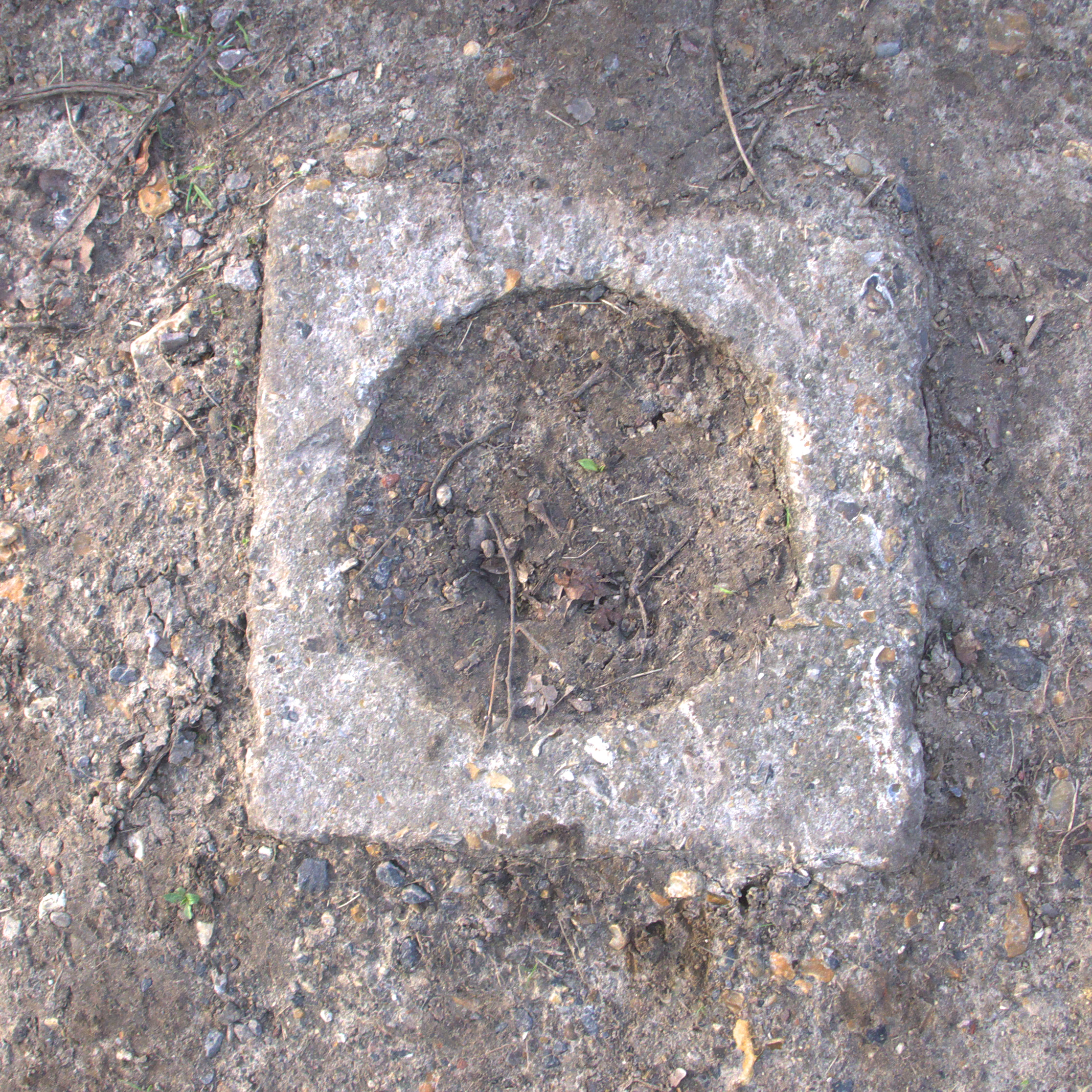
Tomas para las minas antitanque en un puente sobre el Canal de Basingstoke

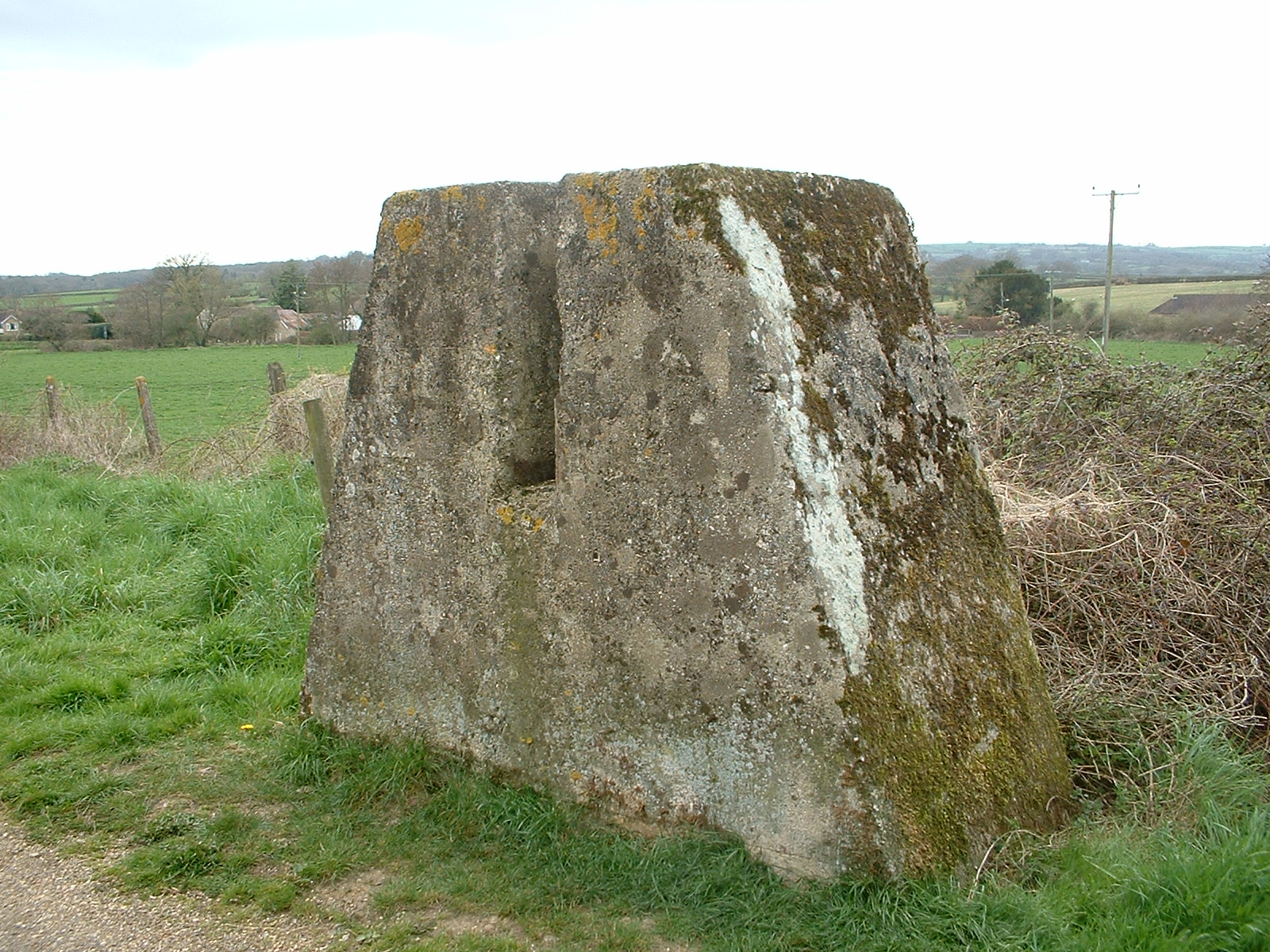
Puesto de control extraíble contrafuerte en la parada de la línea de Taunton

Las carreteras ofrecían a los enemigos vías rápidas a sus objetivos y en consecuencia fueron bloqueadas en puntos estratégicos. Muchas de las barricadas formadas por Ironside eran semi-permanentes. En muchos casos, Brooke había eliminado esto por completo, ya que la experiencia había demostrado que podría ser un impedimento tanto para los amigos como para los enemigos. Brooke favoreció bloques removibles.
El más simple de los obstáculos extraíbles consistía en cilindros de hormigón de varios tamaños, pero típicamente de aproximadamente 3 pies (0,9144 m) de altura y 2 pies (60,96 cm) de diámetro; estos podrían ser maltratados en su posición según fuera necesario. Sin embargo, estos sería insuficiente para detener los vehículos blindados. Un tipo común de obstáculo extraíble antitanque comprendía un par de piezas de hormigón masivos contrafuertes instalados de forma permanente en el borde de la carretera; estos contrafuertes tenían agujeros y/o ranuras para aceptar líneas ferroviarias horizontales o viguetas de acero laminado (RSJs). Bloques similares fueron colocados a través de vías de ferrocarril, porque los tanques podían moverse a lo largo de las pistas casi tan fácilmente como era posible a lo largo de las carreteras. Estos bloques se colocaron estratégicamente donde era difícil para un vehículo ir alrededor del obstáculo antitanque y las minas situadas podrían abrirse o cerrarse en cuestión de minutos, según fuera necesario.
Había dos tipos de controles de carretera de cuenca. Las longitudes verticales de la primera comprendían la línea ferroviaria colocados en los alvéolos en la carretera, era conocido como erizo. El segundo tipo que comprendía las líneas de ferrocarril o RSJs dobladas o soldadas en torno a un ángulo de 60 °, conocidas como horquillas. En ambos casos, preparadas eran de unas 6 Pulgadas (152,4 mm) cuadradas, fueron colocadas en la carretera, cerradas por tapas cuando no estaban en uso, permitiendo que el tráfico pasara normalmente.
Otro sistema de control simultánea extraíble era usando minas. Los restos existentes de tales sistemas superficialmente se parecen a los de erizo o la horquilla, pero los hoyos son superficiales: sólo lo suficiente profundo para armar una mina antitanque. Cuando no estaba en uso, las tomas se llenaron con un tapón de madera que permitía el tráfico pase normalmente.

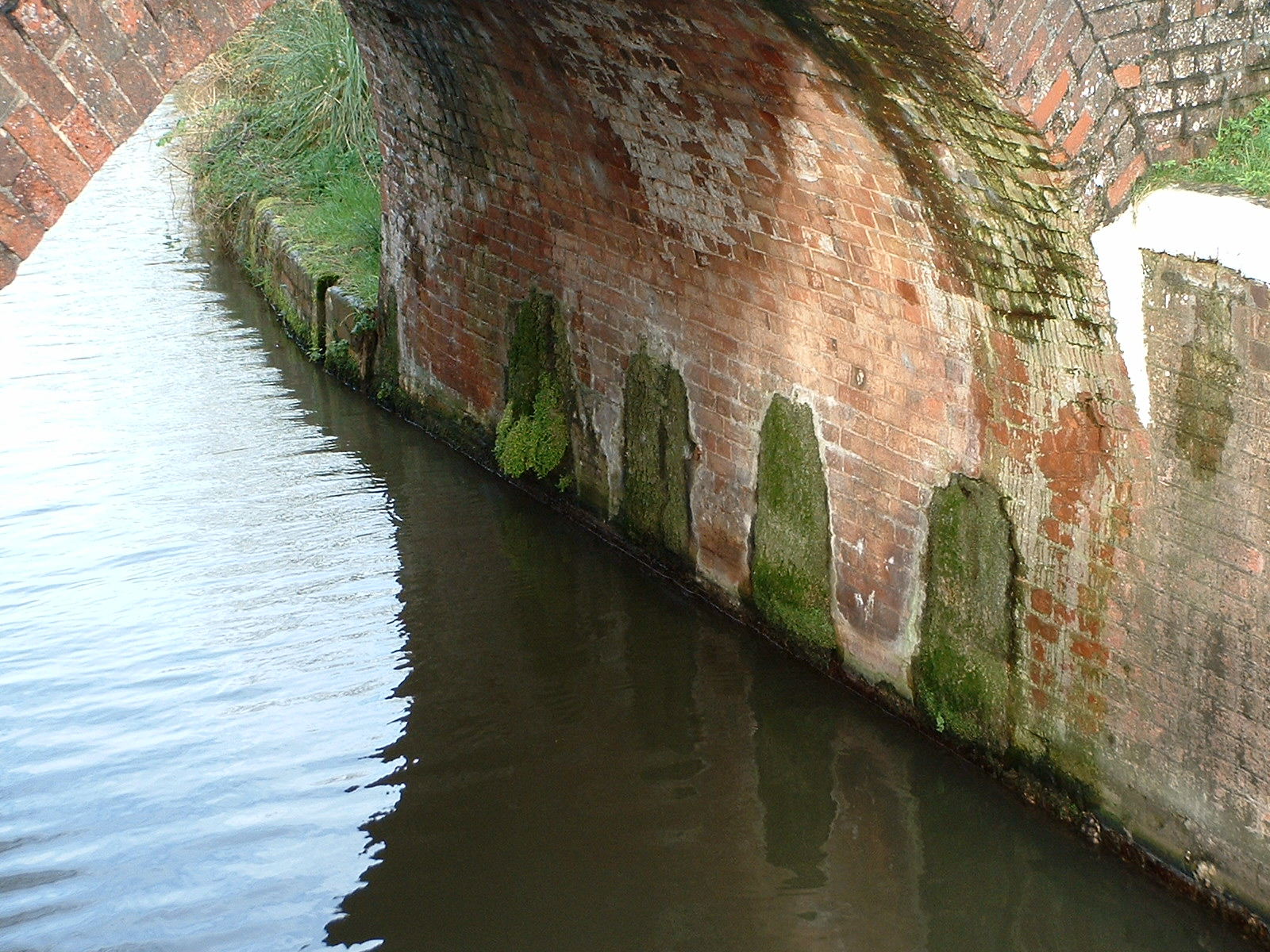
Cámaras de demolición debajo de un puente sobre el Bridgwater y Canal Taunton - rellenados con hormigón y ahora aparecen más grandes de lo que eran originalmente

Los puentes y otros puntos clave se prepararon para la demolición a corto plazo mediante la preparación de cámaras llenas de explosivos. Una carga de profundidad cráter era un sitio en una carretera (por lo general en un cruce) preparado con explosivos enterrados que podrían ser detonados para formar inmediatamente un cráter profundo como un obstáculo antitanque. La mina tubería canadiense (más tarde conocido como el Tubo McNaughton por el general Andrew McNaughton) era una tubería horizontal lleno de explosivos-una vez en el lugar esto podría ser utilizado para arruinar al instante una carretera o pista. Las demoliciones preparadas tenían la ventaja de ser indetectables desde el aire por el enemigo, entonces no podían tomar ninguna precaución contra ellos, o trazar una ruta de ataque que les rodeara.
Los puntos de cruce en la red de defensa - puentes, túneles y otros puntos débiles - fueron llamados nodos o puntos de resistencia. Estos fueron fortificados con bloques removibles carretera, alambradas de púas y minas terrestres. Estas defensas pasivas fueron pasadas por alto por las obras de la zanja, armas y emplazamientos de mortero, y fortines. Lugares poblados fueron fortificados enteros con barreras de andamios, bolsas de arena y lagunas en los edificios existentes.
Los nodos fueron designados A, B o C, dependiendo de cuánto tiempo se esperaba que aguantaran. Las tropas de la Guardia Nacional fueron en gran parte responsables de la defensa de los puntos nodales y otros centros de resistencia como pueblos y aldeas. Los puntos nodales categoría A e islas antitanque generalmente tenían una guarnición de tropas regulares. El ritmo de construcción era frenética: a finales de septiembre de 1940, 18 000 fortines y un sinnúmero de otras preparaciones se habían completado.

### Aeródromos y áreas abiertas

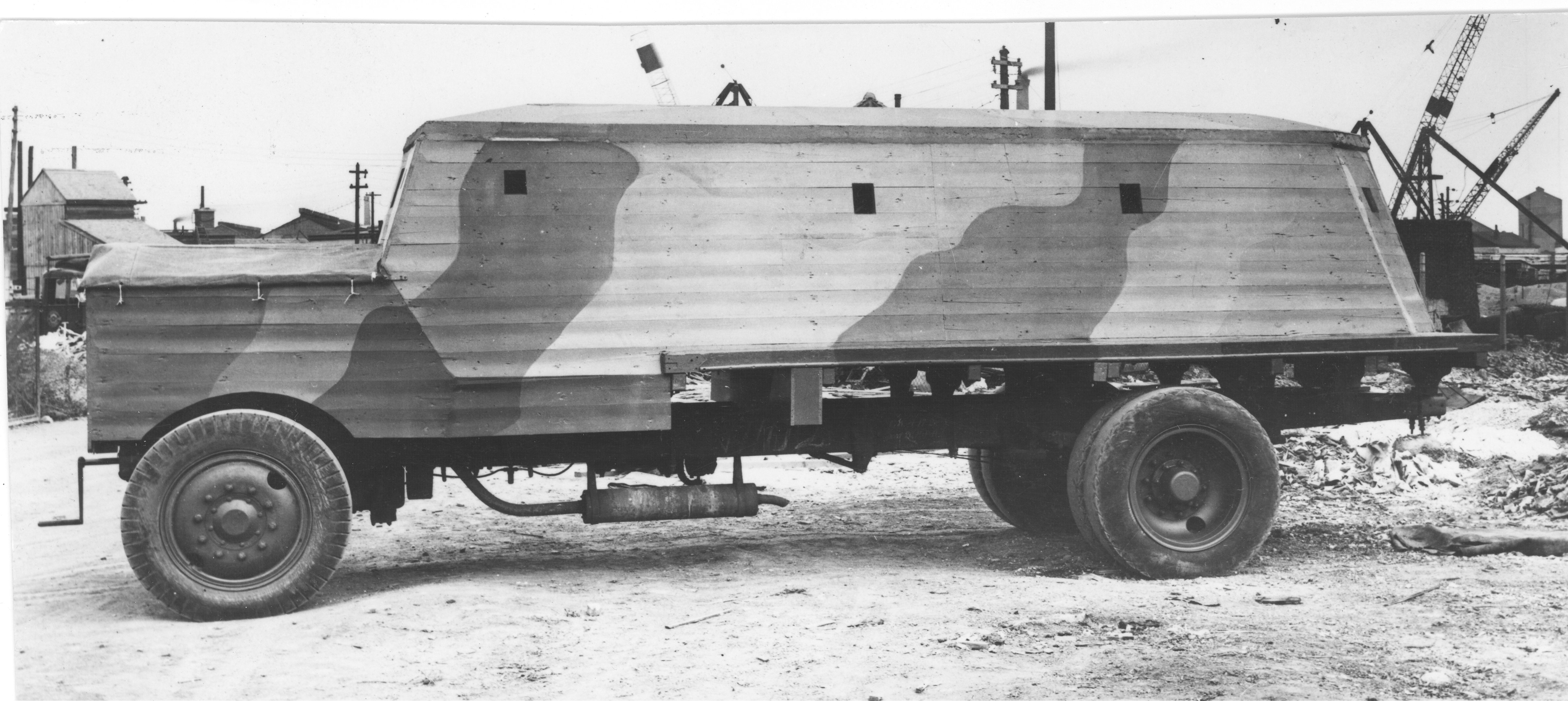
Bison, camión blindado de hormigón

Las áreas abiertas fueron consideradas vulnerables a la invasión por aire: un aterrizaje de paracaidistas, tropas planeador transmitidas o aeronaves propulsadas que podrían aterrizar y despegar de nuevo. Áreas abiertas con una longitud recta de 500 yardas o más dentro de cinco millas (8 km) de la costa o de un campo de aviación fueron considerados vulnerables. Estos fueron bloqueados por trincheras o, más generalmente, por obstáculos de madera o de hormigón, así como con coches viejos.
Asegurar una pista de aterrizaje sería un objetivo importante para el invasor. Aeródromos, considerados extremadamente vulnerables, fueron protegidos por obras de trincheras y fortines que se enfrentaban hacia adentro, hacia la pista de aterrizaje, en lugar de hacia el exterior. Muchas de estas fortificaciones fueron especificadas por el Ministerio del Aire y diseños defensivos eran exclusivos de los campos de aviación, estos no se esperaban hacer frente a las armas pesadas por lo que el grado de protección fue menor y no hubo más énfasis en todos los aspectos visibilidad y campos radicales de fuego. Era difícil de defender grandes áreas abiertas sin crear obstáculos al movimiento de aviones amigos. Las soluciones a este problema incluyeron el pop-up Picket Hamilton fort, un pequeño fuerte de luz emergente que podría ser usada baja a nivel del suelo cuando el aeródromo estaba en uso.

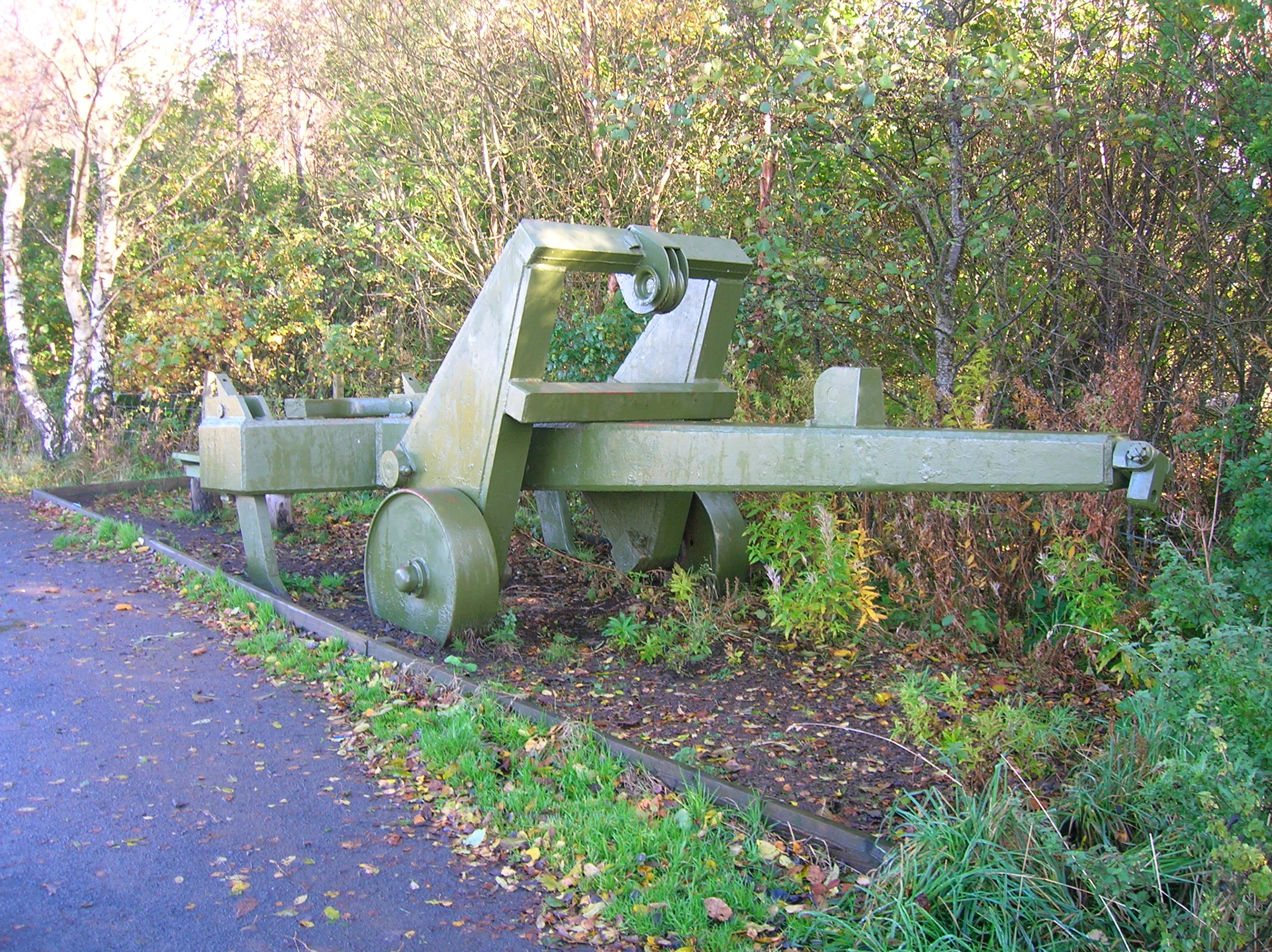
La pista canadiense

Otra innovación fue un fuerte móvil que podría ser conducido fuera del campo de aviación. Esto se conoce como el bisonte y consistió en un camión con cabina blindada de concreto y un pequeño fortín de hormigón en la superficie plana.
Construido en Canadá, un "arado de pista', ensamblado en Escocia, sobrevive en Eglinton Country Park. Fue comprado por el ejército en la Segunda Guerra Mundial para rasgar pistas de aeródromos y vías férreas si una invasión tuviera lugar como medio para causar la interrupción, haciéndolas inútiles para las fuerzas de ocupación. Fue utilizado en el antiguo Eglinton Estate, que había sido requisado por el ejército, para proporcionar a sus operadores del ejército con la experiencia necesaria. Fue arrastrado por un poderoso tractor Foden Trucks, posiblemente a través de un sistema de poleas y cables.

### Defensas de campo endurecidas

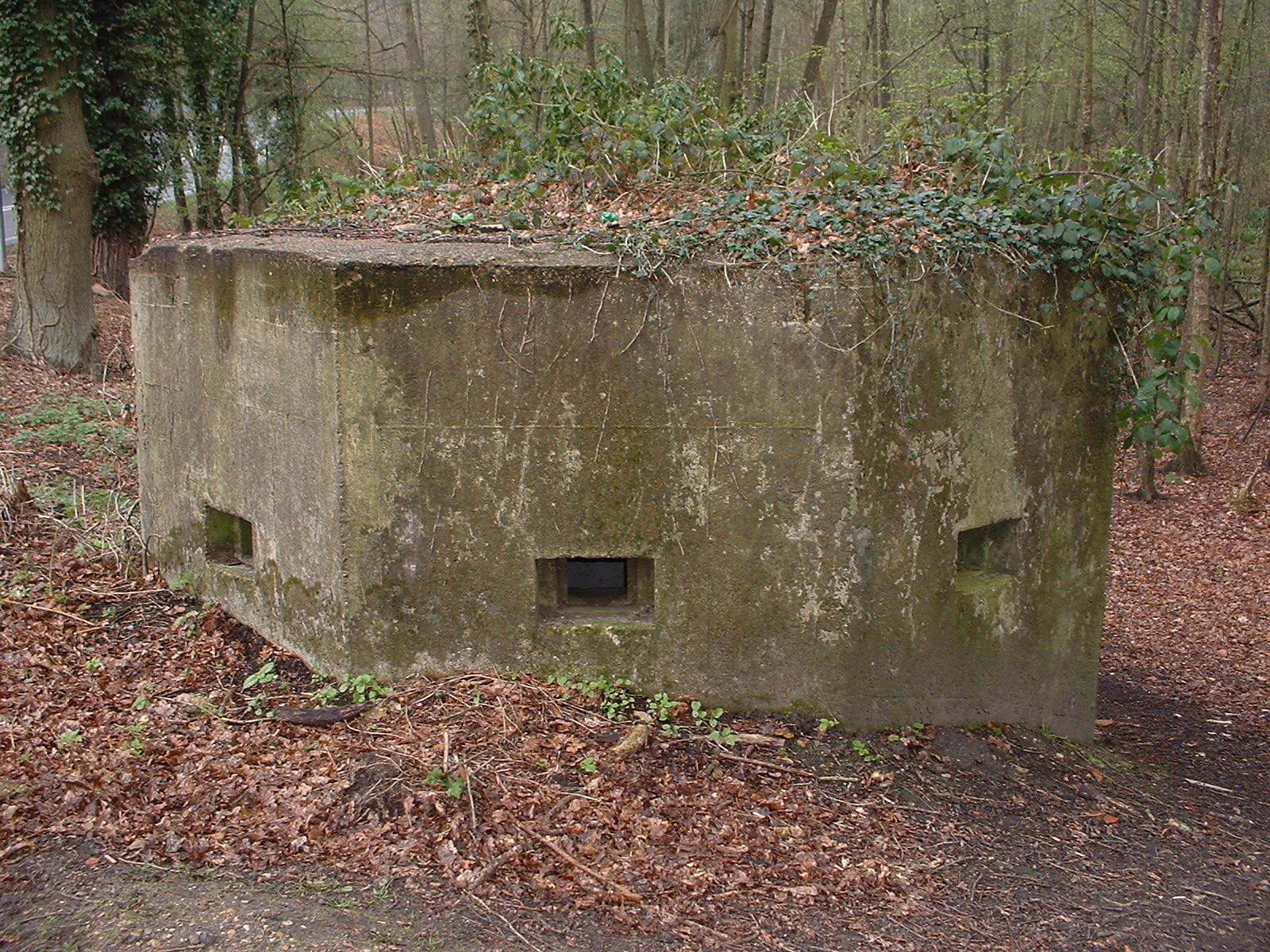
Fortín tipo FW3/22

Las fortificaciones de campaña construidas en toda Gran Bretaña incluyeron un gran número de defensas de campo endurecidas: en su mayoría en forma de fortines.
En mayo de 1940, la Dirección de Fortificaciones y Obras ( FW3 ) se creó en el Ministerio de Guerra. Su propósito era proporcionar un número de diseños básicos de fortín que podrían ser construidos por los soldados y mano de obra local en lugares defensivos adecuados. En el siguiente mes de junio y julio la FW3 emitió 6 diseños básicos de fusil y ametralladora ligera en fortines, diseños Tipo 22 al Tipo 27. Además, hubo diseños para un arma de emplazamientos adecuados, ya sea para el QF Artillería de 2 libras o el arma de 6 libras Hotchkiss (designado Tipo 28) y un diseño para un emplazamiento de ametralladora media endurecida.
También hubo diseños para estructuras de fortín para varios propósitos, incluyendo luz en posiciones antiaéreas, puestos de observación y posiciones de reflectores para iluminar la costa.
Un pequeño número de fortines se había construido en la Primera Guerra Mundial y en lo posible estos se integraron en los planes de defensa. Algunos fortines pueden son más antiguos a la publicación de los diseños FW3, pero en cualquier caso, algunos comandantes locales introdujeron modificaciones a los diseños estándar FW3 o introdujeron diseños propios. Estos diseños de fortines no estándar se pudieron producir en algunos números o diseños completamente especiales adaptados a las condiciones locales. Otros diseños se produjeron con empresas comerciales.
Cerca de 28 000 fortines y otras fortificaciones de campaña endurecidas fueron construidos en el Reino Unido de los cuales alrededor de 6500 aún sobreviven.

## Otras medidas de defensa

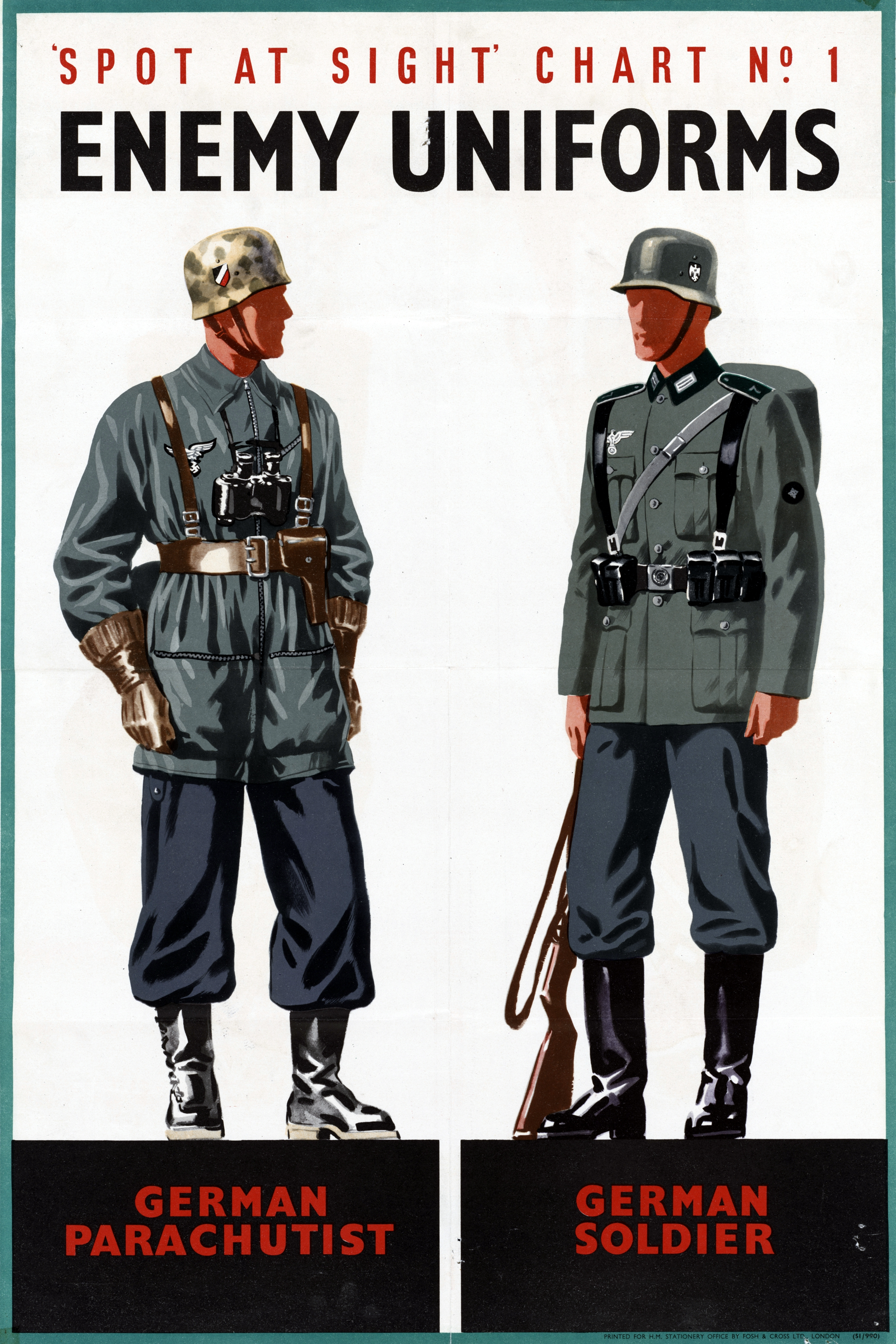
Póster británico de la Segunda Guerra Mundial

Otras medidas defensivas básicas incluyeron la eliminación de señales, hitos (algunos tenían los detalles tallados oscurecidos con cemento) y señales de la estación de tren, haciendo más posible que un enemigo pudiera confundirse. Bombas de gasolina fueron retiradas de las estaciones de servicio cercanas a la costa y había cuidadosos preparativos para la destrucción de los que se quedaron. Planes detallados fueron hechos para destruir todo lo que pudiera ser útil al invasor, como las instalaciones portuarias, carreteras principales y material rodante. En ciertas áreas fueron evacuados los ciudadanos no esenciales. En el condado de Kent, se trasladó al 40% de la población; en East Anglia, la cifra fue de 50%.
Tal vez lo más importante, fue que se le dijo a la población lo que se esperaba de ellos. En junio de 1940, el Ministerio de Información publicó Si el invasor viene, qué hacer y cómo hacerlo. Comenzó:

Los alemanes amenazan con invadir Gran Bretaña. Si lo hacen, serán expulsados por nuestra Armada, nuestro Ejército y nuestra Fuerza Aérea. Sin embargo, los hombres y mujeres comunes de la población civil también tendrán un papel que desempeñar. Las invasiones de Adolf Hitler de Polonia, Holanda y Bélgica fueron ayudados en gran medida por el hecho de que la población civil fue tomada por sorpresa. No sabían qué hacer cuando llegara el momento. No debe ser tomado por sorpresa." Este folleto le dice lo general, la línea que debe tomar. Además le dará instrucciones detalladas cuando el peligro se acerque. Mientras tanto, lea atentamente estas instrucciones y este preparado para llevarlos a cabo.
[Enfatizado como en el original].

La primera instrucción dada enfáticamente era que, a menos que se diera la orden de evacuar, "El orden es "QUEDARSE" [capitalización como en el original]. Las carreteras no estaban para ser bloqueadas por los refugiados. Otras advertencias fueron dadas, no creer los rumores y esparcirlos, desconfiar de las órdenes que pudieron ser falsificados e incluso para comprobar que un oficial que estuviera dando órdenes fuera británico. Además guardar la calma y reportar cualquier cosa sospechosa con rapidez y precisión; negar cosas útiles a los enemigos, como alimentos, combustible, mapas o transporte; estar dispuestos a bloquear carreteras cuando fuera ordenado a hacerlo "con la tala de árboles, con cables o vehículos"; organizar la resistencia en tiendas y fábricas; y finalmente:
PIENSA ANTES DE ACTUAR. PERO SIEMPRE PIENSA EN TU PAÍS PRIMERO Y NO EN TI MISMO. 
El 13 de junio de 1940 se prohibió el repique de campanas de la iglesia; de ahora en adelante sólo serían tocadas por los militares o la policía para advertir que una invasión por paracaidistas estaba en marcha.
Estaba claro que se esperaba más que simplemente la resistencia pasiva, o al menos se tenía la esperanza de la población. Churchill consideraba la formación de una Reserva de la Guardia Nacional, dándoles sólo un brazalete y una formación básica sobre el uso de armas simples, tales como bombas Molotov. Solo se esperaba que la reserva entrara en acción en caso de invasión. Más tarde, Churchill escribió cómo se advirtió el uso de la bomba pegajosa: "Tuvimos la idea de que soldados o civiles dedicados irían en primer plano hacia el tanque e incluso empujarían la bomba sobre él, aunque la explosión les costara la vida" [la cursiva es nuestra para dar énfasis]. "ÉL también registró más adelante cómo tenía la intención de utilizar el lema "Siempre te puedes llevar uno contigo".
En 1941, en las ciudades y pueblos se formaron comités de invasión para cooperar con los militares y planificar el peor de los casos en caso de que fueran aislados u ocuparan sus comunidades. Los miembros de los comités normalmente incluían representantes del consejo local, el servicio de Precauciones antiaéreas, el servicio de bomberos, la policía, el Servicio Voluntario de la Mujer y la Guardia Nacional, así como funcionarios de la medicina, el saneamiento y la alimentación. Los planes de estos comités se mantuvieron en secreto en Libros de guerra, aunque algunos permanecen. Inventarios detallados de todo lo útil se mantuvieron: vehículos, animales y herramientas básicas, y las listas de datos de contacto de personal eran clave. Se hicieron planes para una amplia gama de situaciones de emergencia, incluyendo morgues improvisadas y lugares para enterrar a los muertos. Instrucciones a los Comités de Invasión declararon: "... todos los ciudadanos consideran como su deber obstaculizar y frustrar al enemigo y ayudar a nuestras propias fuerzas por todos los medios que el ingenio puede concebir y el sentido común sugeriría."
Cuando el Reino Unido entró en guerra el 3 de septiembre de 1939, la fuerza de la Policía Metropolitana se situó en 18 428, que fue de 900 funcionarios destituidos de fuerza. Debido a la amenaza de la invasión se movilizaron tres grupos de reserva, la primera consistió en 2737 pensionistas de policía que fueron re-comprometidos, una segunda reserva de 5380 agentes especiales que sirvió de forma temporal a tiempo completo durante la duración de la guerra, y 18 868 de Guerra Reserva Condestables empleados en las mismas condiciones que los agentes especiales. En el mismo día de la Batalla de Dunkerque, Scotland Yard publicó un memorando que detallaba el uso policial de armas de fuego en tiempo de guerra. Este detallaba la formación prevista para todos los funcionarios en el uso de pistolas y revólveres, ya que se decidió que a pesar de que la policía no fuera combatiente, estarían armados custodiando en sitios considerados de riesgo de sabotaje enemigo, y ayudarían a las Fuerzas de la Armada británica en caso de una invasión. Debido a la posibilidad de que la policía pudiera asistir a las fuerzas armadas, se incrementó el suministro de armas de fuego y municiones en las Divisiones. El 1 de junio de 1940, se recibieron 3500 Ross Rifles —la última vez que estos habían sido utilizados en servicio fue en 1916— y 72 384 rondas de municiones .303 de los militares y fueron distribuidas entre las divisiones. La División Thames tenía la asignación del rifle pequeño con 61, y la División "S", el más grande, con 190. Cincuenta fusiles también se emitieron a la Brigada de Bomberos de Londres, y all puerto de Londres Policía Autoridad.

## Armas, petróleo y veneno

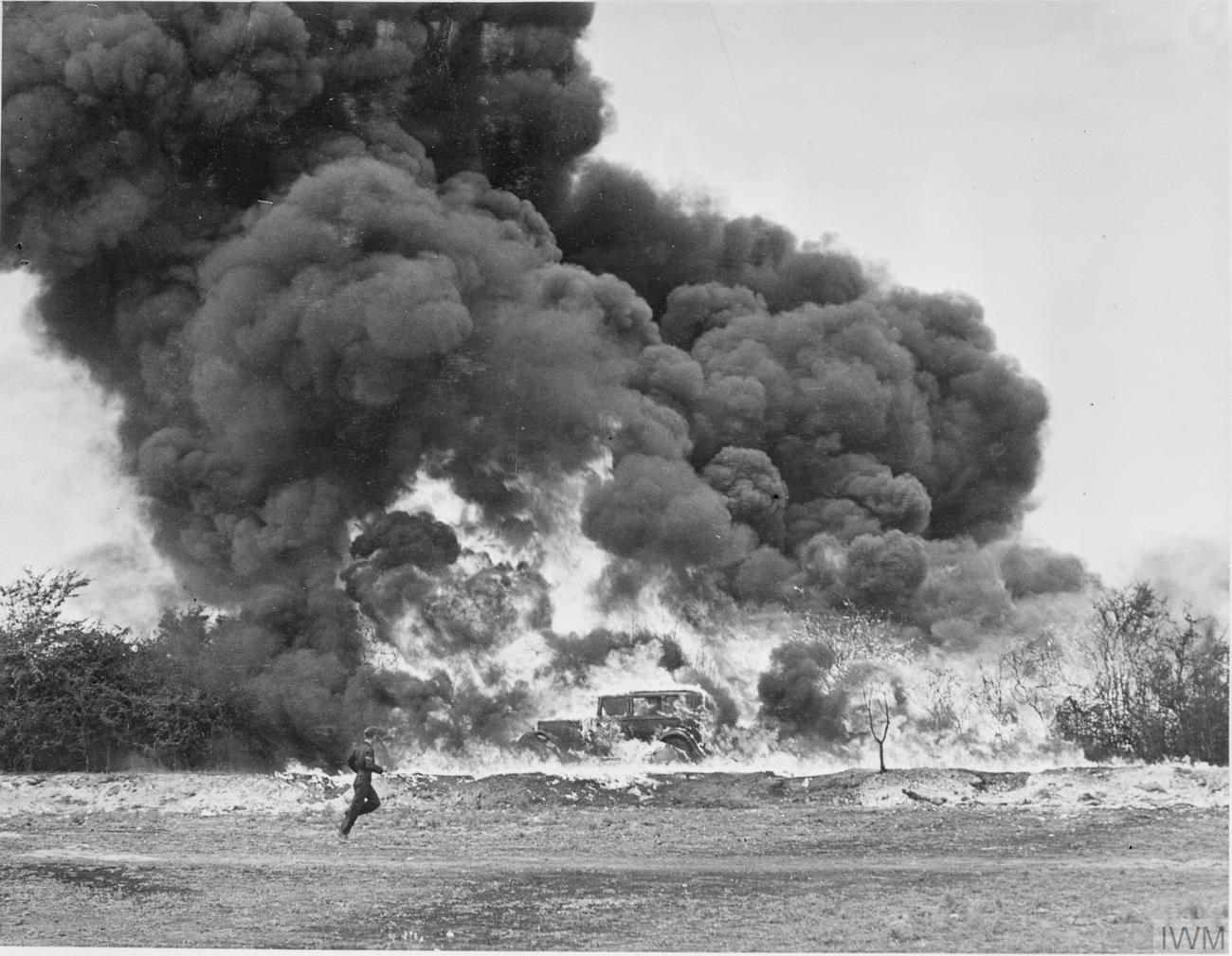
Una demostración de flame fougasse en algún lugar de Gran Bretaña. Un carro es rodeado por llamas y enorme nube de humo, alrededor de 1940

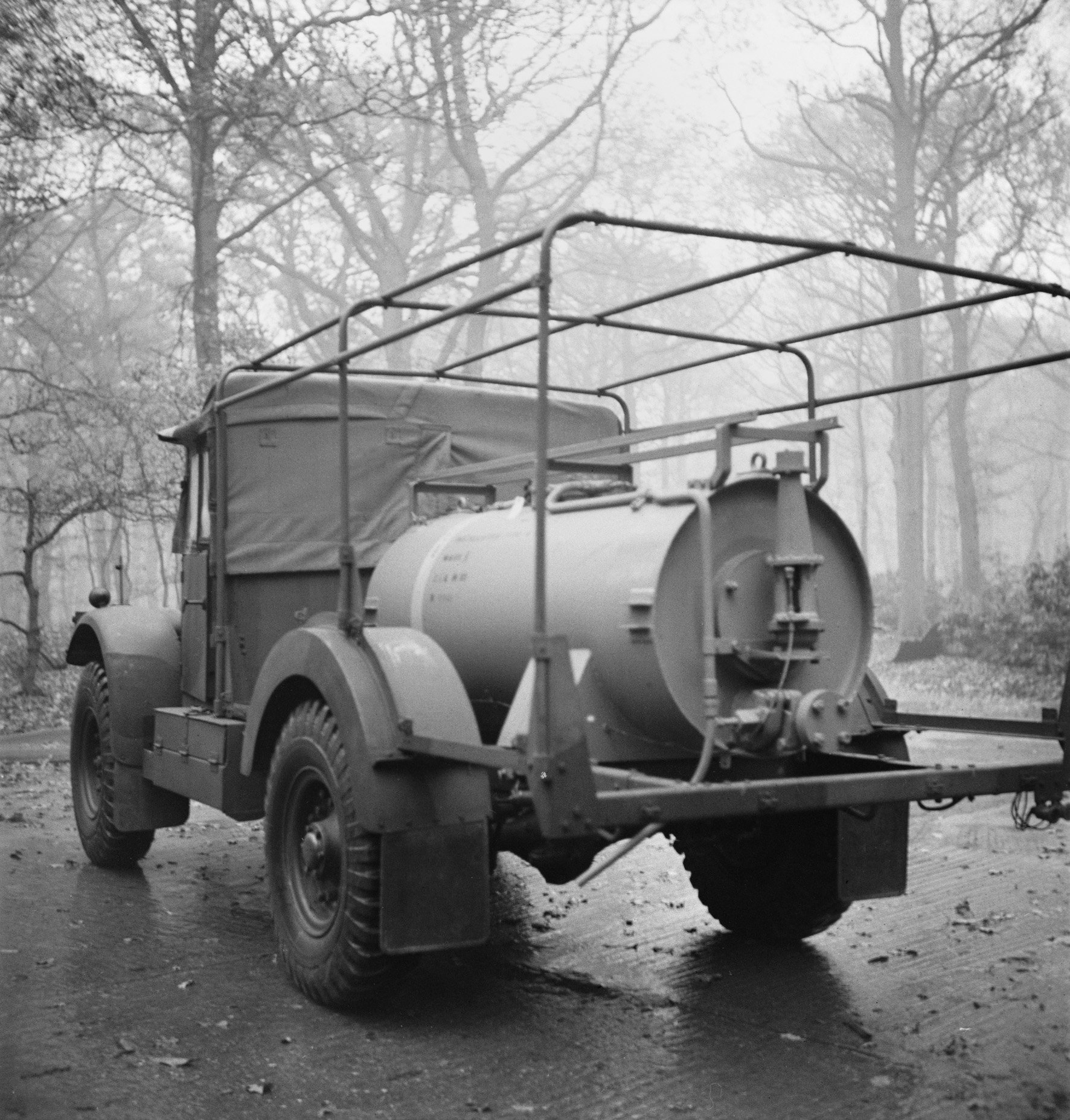
Guerra química, vehículo de contaminación intensiva, alrededor de 1940

En 1940, las armas eran críticamente pocas; había una escasez particular de armas antitanque, muchas de las cuales habían quedado en Francia. Ironside tenía sólo 170 cañones de 2-libras antitanque, pero éstos se complementaban con 100 Hotchkiss armas de 6-libras que databan de la Primera Guerra Mundial, improvisados para el rol antitanque por la provisión de tiro sólido. A finales de julio de 1940, un adicional de 900 cañones 75mm de campaña se habían recibido de los EE. UU. Los británicos estaban desesperados por cualquier medio para detener vehículos blindados. La metralleta Sten fue desarrollada para reemplazar las armas de infantería que quedaron en Francia, y para complementar los suministros de América de la ametralladora Thompson. 
Uno de los pocos recursos que no escaseaban era el aceite de petróleo; suministros destinados para Europa fueron llenando las instalaciones de almacenamiento británicas. Un esfuerzo considerable y entusiasta se puso para la utilización de productos derivados del petróleo como arma de guerra. El Ejército no había tenido lanzallamas desde la Primera Guerra Mundial, pero se improvisaron un número significativo de los equipos de engrase de presión adquirido de talleres de reparación de automóviles. Aunque limitado en alcance, eran razonablemente eficaces.
Había muchas ideas para el uso de petróleo en una escala más grande y aunque muchos fueron infructuosos se desarrollaron una serie de armas prácticas.
Una trampa de llama móvil compuesta por tanques de almacenamiento a granel de excedentes en los camiones, el contenido podría ser una esparcido con manguera en un camino hundido y encenderlo. Una trampa de llama estática fue preparada con tubos perforados corriendo por el lado de una carretera conectada a un galón 600 imperial (2730 L)en tanque elevado. Por lo general, la gravedad era suficiente, pero en algunos casos una bomba asistía el esparcimiento de la mezcla de aceite y gasolina.
Un flame fougasse comprimía un tambor de acero ligero de 40 galones lleno de mezcla de petróleo y una pequeña porción, de explosivos detonados eléctricamente. Esto fue excavado en la carretera con una sobrecarga importante y camuflado. Amonal proporcionaba la carga propulsora, se colocaba detrás del cañón y, cuando se activaba, causaba la ruptura del barril y disparaba un chorro de llamas 10 pies (3,048 m) de ancho y 30 Yardas (27,432 m) de largo. Generalmente fueron desplegados en las baterías de cuatro barriles y se colocaban en una ubicación, como una esquina, pendiente pronunciada o control de carretera donde los vehículos estarían obligados a reducir la velocidad.
Las variantes del flame fougasse incluyeron la demigasse, un barril en su costado dejado a la intemperie con explosivos enterrados bajo él; y la tolva de coberturas: el barril el extremo con explosivos enterrado debajo a un par de pulgadas de profundidad y un poco fuera del centro. En la cocción, el barril de la tolva de cobertura se proyectaba diez pies (3 m) en el aire y sobre un seto o en la pared detrás de la cual había sido escondida. 50 000 de barriles Flame Fougasse se instalaron en 7000 sitios, en su mayoría en el sur de Inglaterra y en otros 2000 sitios en Escocia.
Los primeros experimentos de incendiar petróleo flotando en el mar no eran del todo satisfactorios: el combustible era difícil de encender, se requerían grandes cantidades para cubrir incluso áreas modestas y el arma era fácilmente perturbada por las olas. Sin embargo, el potencial estaba claro. Por principios de 1941 se desarrolló una técnica de bombardeo de llama. En lugar de intentar encender el aceite flotando en el agua, boquillas se colocaron encima de la marca de la marea alta con las bombas que produciendo una presión suficiente para rociar combustible que producía una pared de fuego rugiendo, en lugar de cubrir agua. Tales instalaciones consumieron recursos considerables y aunque esta arma era impresionante, su red de tuberías era vulnerable al pre-bombardeo de invasión; el General Brooke no lo consideró eficaz. Inicialmente ambiciosos planes se redujeron a solo cubrir unas pocas millas de playas.
Parece probable que los británicos habrían utilizado gas venenoso contra las tropas en las playas. El General Brooke, en una anotación en sus diarios de guerra publicados, declaró que "... tenía toda la intención de utilizar el gas mostaza rociado en las playas". El gas mostaza fue fabricado, así como cloro, fosgeno y París Verde. Gases venenosos se almacenaron en puntos clave para su uso por el Comando de Bombarderos y en menores cantidades en muchos más campos de aviación para uso contra las playas. Bombarderos y aviones de cultivos rociarían las lanchas de desembarco y las playas con gas mostaza y París Verde.

## Engaño y desinformación
Además de ocultar armas y fortificaciones reales, se tomaron medidas para crear la impresión de la existencia de defensas que no eran reales. Tubos de desagüe de pie en lugar de las armas reales, se construyeron fortines ficticios, y maniquíes uniformados mantenían una vigilia sin pestañear.vigil.
Se animó a los voluntarios a usar cualquier cosa que pudiera retrasar el enemigo. Un joven miembro de la Guardia (LDV) recordó:

El uso de las aldeas eran paredes o edificios existentes, las lagunas de fuego o pasar cadenas pesadas y cables a través para formar barreras lo suficientemente fuertes para frenar o detener vehículos sin blindaje. Las cadenas y cables también se podrían convertir en barreras psicológicas para tanques conectando una bomba de imitación a ellos, una impresión que podría ser aumentada mediante la ejecución de una longitud de cable de la misma a una posición fuera de la vista de un comandante de tanque. Estas posiciones podrían hacerse aún más auténticas mediante la ruptura de la superficie inmediatamente delante del obstáculo y enterrando un plato de sopa, o un objeto similar. Para las ocasiones donde el tiempo no permitía el paso de cables y cadenas tuvimos cilindros de hormigón del tamaño de un 45 galones; el petróleo o alquitrán en barril listo para rodar en una carretera u otra brecha. Estos por lo general tenían un lazo grande de metal cimentó en un extremo a través del cual un cable podría ser pasado a enlazar varios juntos. Una vez más, las parcelas de aspecto sospechoso podría unirse para reforzar la ilusión.

En 1938, una sección financiado por el MI6 fue creada para la propaganda, dirigida por Sir Stuart Campbell. Fueron asignados locales en Electra House y fue apodado Departamento EH. El 25 de septiembre de 1939, el equipo se movilizó a la abadía de Woburn, donde se unió a un equipo de la subversión del MI6, conocida como la Sección D, y en julio de estos equipos se convirtieron en una parte de nueva creación de la Dirección de Operaciones Especiales(SOE). Estos elementos SOE pasaron a formar el núcleo de la Guerra Ejecutiva-Política en 1941. Su tarea era difundir rumores falsos y llevar a cabo una guerra psicológica. Inspirado en una demostración de la guerra del petróleo, un falso rumor declaró que los británicos tenían una nueva bomba: liberada de un avión, que causaba una delgada película de líquido volátil que se extendía sobre la superficie del agua para luego incendiar. Tales rumores eran creíbles y se propagaron rápidamente. La emisoras estadounidense, William Shirer, registró un gran número de víctimas con quemaduras en Berlín; aunque no está claro lo que él vio personalmente, parece probable que sus informes fueran influenciados por los rumores. El interrogatorio de un piloto de la Luftwaffe reveló que la existencia de esas armas era de conocimiento común, y los documentos encontrados después de la guerra demostróaron que el alto mando alemán había sido engañado. El rumor parecía asumir vida propia en ambos lados, conduciendo a historias persistentes de una invasión alemana frustrada, a pesar de las negativas de los oficiales británicos. El 15 de diciembre de 1940, The New York Times publicó un artículo afirmando que decenas de miles de tropas alemanas habían sido "consumidas por el fuego' en dos fallidos intentos de invasión.

## Resistencia planeada
Unidades Auxiliares eran una organización especialmente capacitada y secreta que, en una invasión, proporcionaría resistencia tras las líneas enemigas. Seleccionados por su aptitud y conocimiento local, los hombres fueron reclutados en su mayoría de la Guardia, cosa que también proporcionaba una cubierta para su existencia. Organizados en patrullas de 4 a 8 hombres: cada patrulla era una célula autónoma, esperando ser autosuficientes. A cada patrulla se le proporcionó una base de operaciones subterránea oculta, generalmente construida en bosques y camuflada.
Las unidades Auxiliares estaban bien equipadas y abastecidas de alimentos para 14 días (su vida útil esperada).
Además, una red de personal civil de Deberes Especiales fue reclutado para prestar un servicio de recolección de inteligencia, espionaje de formaciones enemigas y movimientos de tropas. Los informes debían ser recogidos de gotas letra muerta y transmitida por los operadores de radio de las Señales Reales desde lugares secretos.

## Operaciones ofensivas de anti-invasión

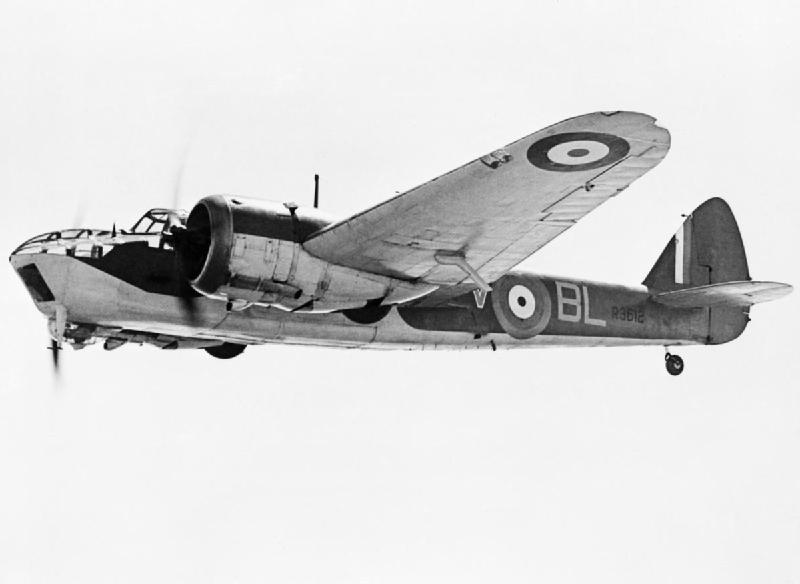
Este bombardero Blenheim Mark VI del No. 40 Escuadrón de la RAF se perdió con su tripulación durante una redada en barcazas de invasión alemana en Ostende en 8 de septiembre de 1940

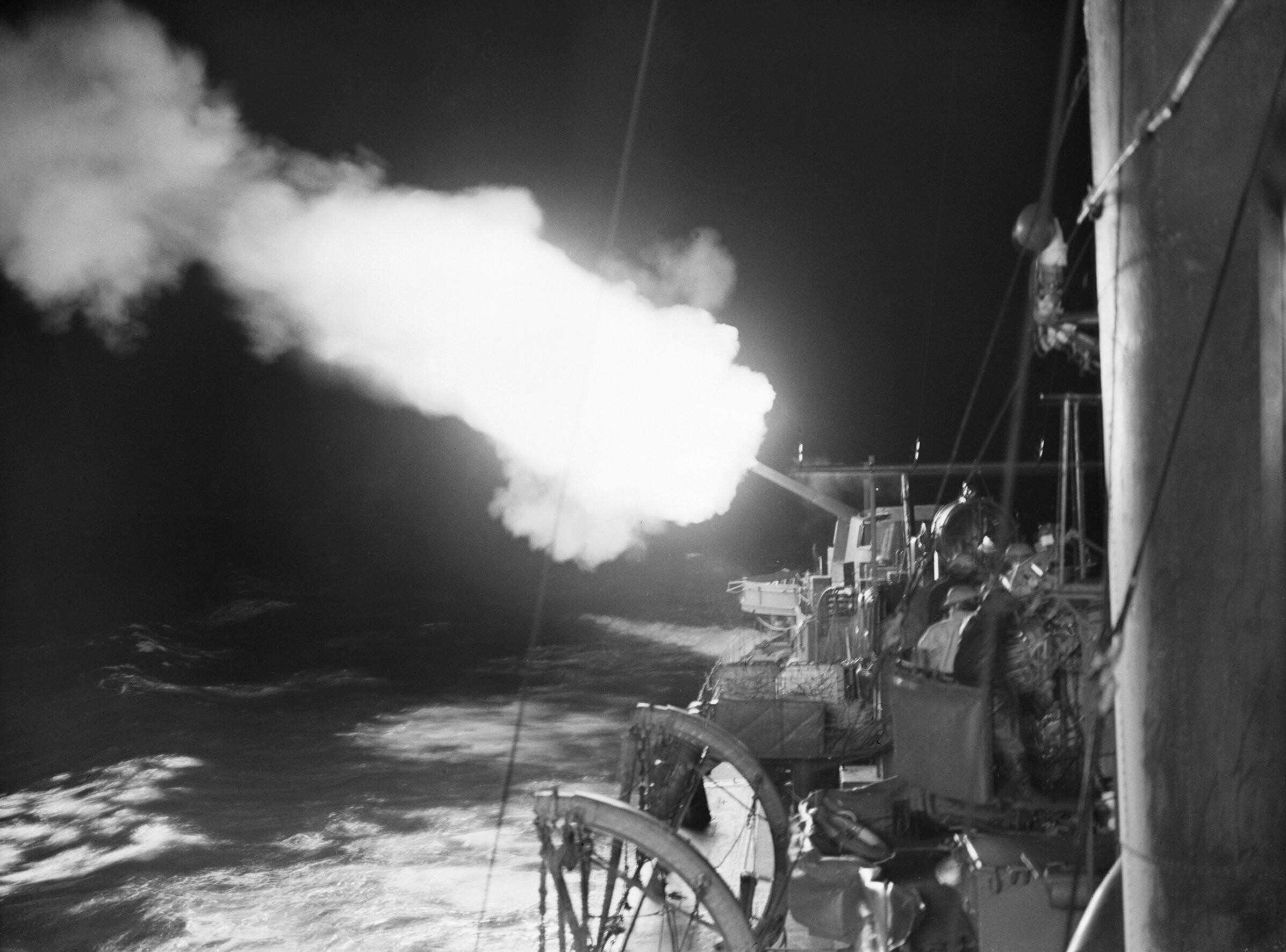
HMS Jupiter dispara sus cañones 4,7 pulgadas durante la Operación Medium, el bombardeo de Cherburgo el 10 de octubre de 1940

El Gabinete de Guerra y los jefes de comité de personal no se contentaban con sentarse y esperar a que los alemanes para dar el primer paso; considerables esfuerzos fueron hechos para atacar por aire y mar el envío enemigo que se había reunido en los puertos ocupados entre La Hague y Cherbourg, a partir de julio de 1940. Estos ataques se hicieron conocidos como la "Batalla de las barcazas". Algunas operaciones notables se muestran a continuación:
- 12 de agosto: Cinco Handley Page Hampdens atacaron la Ladbergen Acueducto en el Canal de Dortmund- Ems. El canal fue bloqueado durante diez días, lo que impidió el movimiento de barcazas hacia los puertos del Canal.[135]
- 8 de septiembre: Dos cruceros y diez destructores bombardearon a lo largo de la costa francesa y puerto de Boulogne.[22] En una operación separada, 3 barcos Motor Torpedo atacaron un convoy de pequeñas embarcaciones fuera de Ostende; dos de las MTBsy luego entraron en el puerto y lanzaron torpedos a dos buques de transporte.[136]
- 10 de septiembre: Tres destructores encontraron un convoy de invasión transportador fuera de Ostende y hundieron un buque de escolta, dos arrastreros que estaban remolcando barcazas y una gran barcaza.[136]
- 13 de septiembre: Tres destructores enviados para bombardear Boulogne pero la operación fue cancelada debido al mal tiempo. Otras doce destructores bombardearon partes de la costa francesa.
- 15 de septiembre : el sargento John Hannah ganó la Cruz de la Victoria durante una incursión de bombarderos de la RAF a barcazas de invasión en Amberes.[137]
- 17 de septiembre : Un gran ataque por el Comando de Bombarderos en los puertos de la costa ocupada. 84 barcazas fueron dañados en Dunkerque.[136]
- 26 de septiembre : Operación lúcido, un plan para enviar naves de fuego en los puertos de Calais y Boulogne para destruir barcazas de invasión, fue abandonada cuando uno de los viejos petroleros que iban a ser utilizados tenían falla del motor.[138]
- 30 de septiembre: El monitor HMS Erebus disparó diecisiete proyectiles de 15 pulgadas en los muelles de Calais.[136]
- 4 de octubre : Segundo intento de Operación Lucid, esta vez cancelado debido al mal tiempo.
- 7 de octubre: Tercer intento de Lucid, cancelado cuando el destructor que llevaba el comandante de la fuerza golpeó una mina y tuvo que ser remolcado a casa.
- 10 al 11 de octubre: Operación Medium, el bombardeo de la invasión transportada en Cherburgo. Durante el bombardeo de 18 minutos, 120 proyectiles de 15 pulgadas fueron disparados por el acorazado HMS Revenge, y un total de 801 conchas de 4,7 pulgadas fueron despedidos por sus destructores de escolta. Artillería costera alemana respondió durante 30 minutos sin tocar ninguno de los buques de guerra[23]

Entre el 15 de julio y 21 de septiembre fuentes alemanas declararon que 21 buques de transporte y 214 barcazas habían sido dañados por los ataques aéreos británicos. Estas cifras pueden haber sido inferiores a las reales.

## La amenaza se aleja
Después de la evacuación de Dunkerque, la gente creía que la amenaza de invasión podía llegar en cualquier momento. Churchill era a veces personalmente pesimista sobre las posibilidades de Gran Bretaña para la victoria, dijo a Hastings Ismay el 12 de junio de 1940 "vamos estar muerto dentro de tres meses". Las preparaciones alemanas requerirían por lo menos un par de semanas, pero todas las precauciones defensivas fueron hechas con un sentido extremo de urgencia. En el verano de 1940, un intento de invasión podría haber ocurrido en cualquier momento, pero algunas veces eran más propensos que otros: la fase de la luna, las mareas y, sobre todo, el clima eran considerados. El clima por lo general se deterioraba de manera significativa después de septiembre, pero un aterrizaje es octubre no estaba fuera de la cuestión. El 3 de octubre, el general Brooke escribió en su diario: "¡Todavía hay invasión!, estoy empezando a pensar que los alemanes pueden, después de todo no intentarlo Y sin embargo tengo el pensamiento horrible que aún pueden llegar a sorprendernos"
La Batalla de Inglaterra había sido ganada, y el 12 de octubre de 1940, desconocido para los británicos, Hitler reprogramó Otaria para la primavera de 1941. Por esa primavera, el estado de las defensas de Gran Bretaña había mejorado mucho, muchos hombres más capacitados y equipados estaban disponibles y las fortificaciones de campaña habían alcanzado un alto grado de preparación. Con la confianza nacional en aumento, el primer ministro Churchill fue capaz de decir: "Estamos esperando la invasión largamente prometida, Así son los peces..."
Cuando Alemania invadió la Unión Soviética, el 22 de junio de 1941, llegó a ser visto como poco probable que no habría ningún intento de aterrizaje, siempre y cuando que el conflicto estuviera indeciso -desde el punto de vista británico en ese momento, el asunto estaba en juego. En julio de 1941, la construcción de fortificaciones de campaña se redujo considerablemente y la concentración en cuento la posibilidad de una redada en la fuerza, más que una invasión a gran escala.
El 7 de diciembre de 1941, una flota de portaaviones japoneses lanzaron un ataque aéreo sorpresa contra la flota estadounidense en Pearl Harbor; EE. UU. entró en la guerra del lado de Gran Bretaña. Con la primera política estratégica de los Estados Unidos contra Alemana, inundo de recursos el Reino Unido, poniendo fin al peligro de invasión después de dos años. 

## Efectividad
El general Brooke confiaba frecuentemente sus preocupaciones a su diario personal. Cuando se publicó, el incluyó anotaciones adicionales escritas años después: 

... Yo consideraba la invasión una amenaza muy real y probable y para el cual las fuerzas de tierra a mi disposición cayeron muy por debajo de lo que sentí fue requerido para proporcionar algún grado de confianza real en nuestro poder para defender estas costas. No debe interpretarse que consideré nuestra posición una indefensa en el caso de una invasión. Nada cercano a eso. Sin duda, deberíamos tener una lucha desesperada y el bien futuro podría haber colgado de un hilo, pero ciertamente sentí que dada una parte justa de los azares de la guerra que debíamos ciertamente tener éxito en finalmente defender estas costas. Hay que recordar que si mi diario de vez en cuando dio rienda suelta a algunas de las dudas que genera la gran responsabilidad, este diario era la única salida para tales dudas.

La cuestión de si las defensas habrían sido eficaces en la invasión es discutido. A mediados de 1940, los preparativos se basaron en gran medida en fortificaciones de campaña. La Primera Guerra Mundial dejó claro que asaltar las defensas preparadas con la infantería era mortal y difícil, pero los preparativos similares en Bélgica habían sido invadidas por divisiones Panzer alemanas bien equipadas, en las primeras semanas de 1940 y con tantas armamentos dejados en Dunkerque, las fuerzas británicas estuvieron deplorablemente mal preparadas para asumir a los blindados alemanes. Por otro lado, mientras que los preparativos para la defensa británicos eran ad hoc, así como lo que eran los planes de invasión de Alemania: una flota de 2000 barcazas convertidas y otros buques se habían puesto a disposición a toda prisa y su estado físico era discutible; en todo caso, los alemanes no podían desembarcar tropas con todo su equipo pesado. Hasta que los alemanes capturaran un puerto, ambos ejércitos habrían sido destituidos de tanques y armas pesadas.
Las experiencias posteriores del ejército canadiense durante la desastrosa incursión de Dieppe de 1942, las fuerzas estadounidenses en la playa de Omaha en el día D y la toma de defensores japoneses en las islas del Pacífico mostraron que en las condiciones adecuadas, defensores podría exigir un precio terrible para fuerzas asaltantes, retrasando significativamente de las fuerzas enemigas hasta que los refuerzos pudieran ser desplegados en lugares apropiados a través del mar y el interior.
En el caso de la invasión, la Royal Navy hubiera navegado a los lugares de destino, con duración de varios días. Ahora se sabe que los alemanes planeaban aterrizar en la costa sur de Inglaterra; una de las razones para este sitio fue que los estrechos mares del Canal Inglés podrían ser bloqueados con minas, submarinos y torpederos. Mientras que las fuerzas navales alemanas y los Luftwaffe podrían haber extraído un alto precio de la Royal Navy, no podían haber esperado para evitar interferencias con los intentos a la tierra una segunda oleada de tropas y suministros que habría sido esencial para el éxito alemán, incluso si, por entonces, los alemanes hubieran capturado un importante puerto para traer equipo pesado significativo. En este escenario, las fuerzas terrestres británicas habrían enfrentado a los alemanes en términos más iguales que de otra forma y que era solamente necesario retrasar el avance alemán, impidiendo un colapso hasta que las fuerzas de tierra alemanas fueran, al menos temporalmente, aislados por la Royal Navy y después montar un contraataque.
La consideración del probable resultado de la invasión, incluyendo el 1974 Real Academia Militar de Sandhurst juego de guerra, de acuerdo en que, mientras que las fuerzas alemanas habrían podido aterrizar y obtener una playa significativa, la intervención de la Royal Navy habría sido decisiva y, aún con la mayoría de los supuestos optimistas, el ejército alemán no habrían penetrado más allá de GHQ Line y habrían sido derrotados.
Tras el fracaso de obtener la superioridad aérea, incluso local en la Batalla de Inglaterra, la Operación León Marino fue pospuesta indefinidamente. Hitler y sus generales estaban al tanto de los problemas de una invasión. Hitler no estaba ideológicamente comprometido a una larga guerra con Gran Bretaña y muchos comentaristas sugieren que los planes de invasión alemanes eran para no ser puestos en acción.
Mientras que Gran Bretaña puede haber sido militarmente segura en 1940, ambas partes eran conscientes de la posibilidad de un colapso político. Si los alemanes hubieran ganado la Batalla de Inglaterra, la Luftwaffe hubiera sido capaz de golpear en cualquier lugar en el sur de Inglaterra y con la perspectiva de una invasión, el gobierno británico hubiera estado bajo presión para llegar a un acuerdo: los amplios preparativos anti-invasión demostraron a Alemania y al pueblo de Gran Bretaña que sin importar lo que pasara en el aire, el Reino Unido era capaz y dispuesto a defenderse.